# 凌志
凌志（日語：レクサス），是豐田汽車旗下的豪華汽車品牌，於全球市場均有銷售。和Acura、英菲尼迪並列為日本三大豪華汽車品牌。
凌志成立於1989年9月1日，其商標是一個斜體的拉丁字母「L」圍以一個橢圓形。凌志為北美歷史上一個畅销的豪華汽車品牌。
作為奢侈品市場的佼佼者，凌志近來更有意涉足運動游艇製造，並在2017年春季於美國邁阿密比斯坎灣發表了旗下首款概念運動游艇。

## 概要
凌志於1989年在美國成立。剛推出時一改以往傳統豪華轎車的形象，車身採用了較為新穎的設計，於北美市場大受歡迎。

## 歷史沿革

### 「F1」計劃

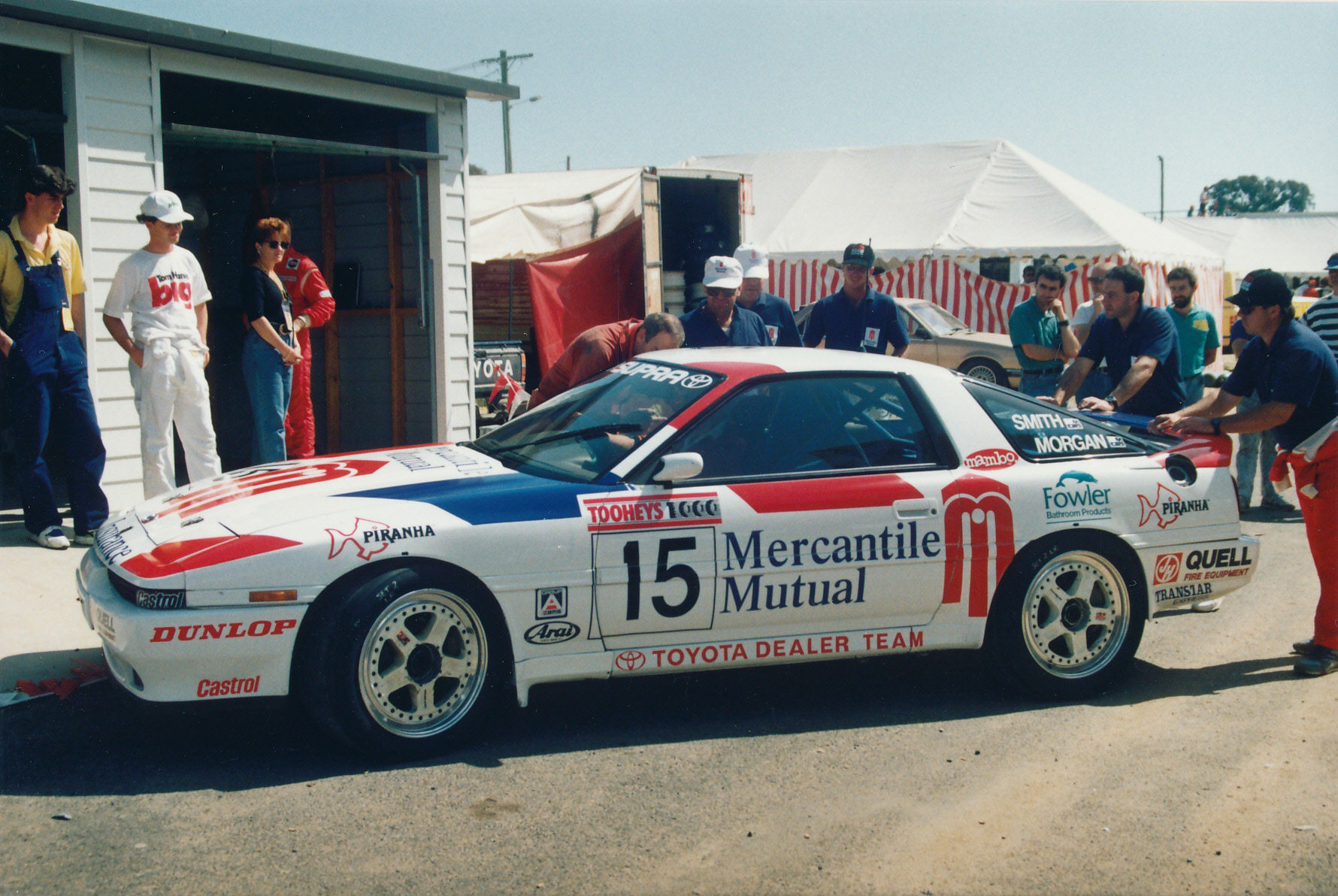
丰田Supra（图中为第三代车型），是與日產GT-R齐名的高性能跑车，奠定了雷克萨斯品牌的创立基础。

1980年代，由於豐田Supra跑車及豐田Cressida的成功，時任豐田汽車會長的豐田英二在1983年召開一個會議，並在會上如此提問：「我們能否創造一部豪華轎車稱霸全球呢？」。豐田汽車隨之實行「F1」計劃（其中「F」字取自英文「Flagship」），目標是製造出一部能夠使豐田生產線擴張的豪華轎車，使豐田能夠問鼎世界最佳的豪華轎車寶座。
豐田最初鎖定美國市場的高消費顧客作为主要銷售對象，並在1985年派人到美國進行對奢侈品顧客的市場調查。為了更好地了解美國上流社會顧客的生活方式和品味，豐田汽车設計師更親自租住位於加州橙縣拉古納比奇的豪宅。豐田的市場研究得出一个結論：這個未來的豪華旗艦車款將需要一個完全獨立的品牌和銷售渠道，以及各種計劃去發展這個品牌的代理網絡。其後第一部LS 400原型車製造完成。
豐田的主要競爭對手之一的本田於1986年公佈了其豪華汽車品牌Acura，與此同時日產亦宣佈他們成立豪華汽車部門Infiniti的計劃，馬自達及三菱汽車也表示有意成立豪华品牌（前者為Eunos，後者最终未能成立），這加快了豐田成立自己的豪華汽車品牌的步伐。1986年開始在德國的高速公路上測試全新凌志旗艦汽車。1987年批准了LS400的最終設計。

### 品牌命名
1986年，豐田的御用廣告公司上奇广告負責這個新品牌的市場銷售工作，有關方面聘請了形象設計公司—L&M 設計事務所（Lippincott & Margulies）構思了219個可能的名字。最初「Vectre」、「Verone」、「Chaparel」、「Calibre」和「Alexis」是眾多名字中的前五位，後來「Alexis」一名脱颖而出，並為新品牌所採用，名為「Lexis」。
在凌志首部汽車準備發佈時，資料庫服務商LexisNexis 向美國法院申請暫時禁制令，禁止豐田使用「Lexis」這個名字作為新品牌的名称，指這樣會與該公司造成混淆。經過法院考慮之後，認為兩間性质不同的公司不會因名称相似而造成混淆，禁制令得以解除。後來豐田還是將「Lexis」改成「Lexus」，沿用至今。
凌志最初的宣傳語句「The Relentless Pursuit of Perfection.」（矢志不渝，追求完美），是當Team One的代表們訪問過在日本的凌志設計師，對他們在細緻地方上的一絲不苟留下深刻印象而構思到的。
另一方面，凌志的標誌是由摩利設計公司（Molly Designs）及亨達傳訊（Hunter Communications）負責設計。最終的標誌是一個橢圓形圍繞著一個斜體的拉丁字母「L」。據說字母「L」的橢圓弧度是豐田使用精確的數學公式進行修飾而來。最終，第一個由Team One設計並附有凌志名字及標誌的廣告，出現於1988年位於芝加哥、洛杉磯和紐約的車展之中。

### 凌志的誕生

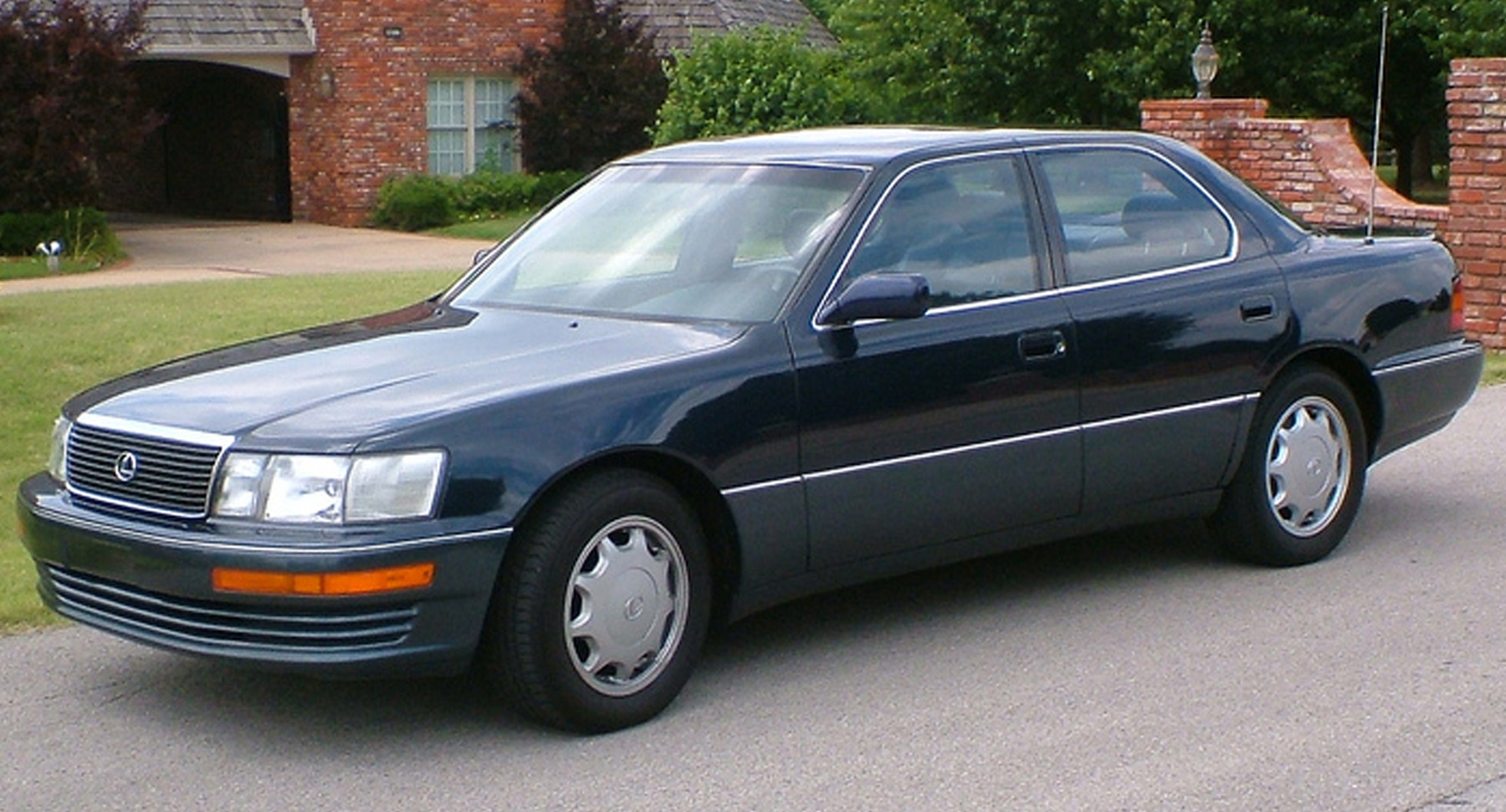
1989年雷克萨斯成立后的第一款车型--雷克萨斯LS400（又名丰田Celsior）

1989年，「F1」研发計劃完成，推出首款房車凌志LS 400，以後輪驅動，搭載4.0升V8汽油引擎，擁有獨特設計。1989年1月，LS 400於美国底特律舉行的北美國際汽車展中首次亮相。同年九月，凌志正式在美國的七十三個代理商網絡開始銷售。當時的代理商在銷售LS 400的同時，亦一併引入以豐田Camry為基礎設計的ES 250。為了使美國民眾認識凌志，當時開展了過百萬美元的電視及平面廣告活動。其後亦陸續打入英國、瑞士、加拿大及澳洲市場。雷克萨斯LS400由于其舒适的駕駛體驗、妥善的內部設備、完美的引擎表現、極佳的製造品質及燃油效率，而在北美市场大受歡迎。對於歐洲豪华房車品牌來說，凌志的出現對他們來説絕對是一種衝擊。
1990年，正值開始銷售後的頭一年，凌志已在美國售出63,594部雷克萨斯车型，當中大部份以LS為主。同年的《人車誌》雜誌選出LS 400是全年十部最佳汽車之一。凌志獲得J.D.Power授予的初步品質、顧客滿意度、銷量滿意度三項調查中三連冠。
1991年，凌志引入了兩款新車，分別是双门跑车:雷克萨斯SC（日本市场又名丰田Soarer，和丰田Supra为姊妹车型）和四门中型车:雷克萨斯ES（日本市场又名丰田Windom）。SC與LS一樣搭載了V8引擎、後輪驅動的設計，并在1992年被《汽车时尚》杂志评为“年度最佳进口车”，而ES成為了後來凌志最暢銷的车型之一。
1993年，凌志引進了中型四门车:雷克萨斯GS（日本市场又名丰田Aristo）。1994年凌志推出第二代LS车型。
1996年，凌志製造出第一部豪華多功能SUV:雷克萨斯LX（日本市场又名丰田陆地巡洋舰）。
1997年凌志推出了第二代GS车型。被《汽車時尚》雜誌選出为年度最佳進口車。1998年，雷克萨斯推出第一款中型SUV:雷克萨斯RX（日本市场又名丰田Harrier），並旋即成為了凌志销量最佳的车型之一。
1999年，凌志在美國的销量达成一百萬部。2000年凌志引進了第三代LS和第一代IS（日本市场又名丰田Altezza）。2001年凌志引進了第四代ES。2002年凌志引進了第三款SUV:雷克萨斯GX（又名丰田陆地巡洋舰普拉多）。2003年凌志研發中心於日本成立，成為了凌志未來設計總部。

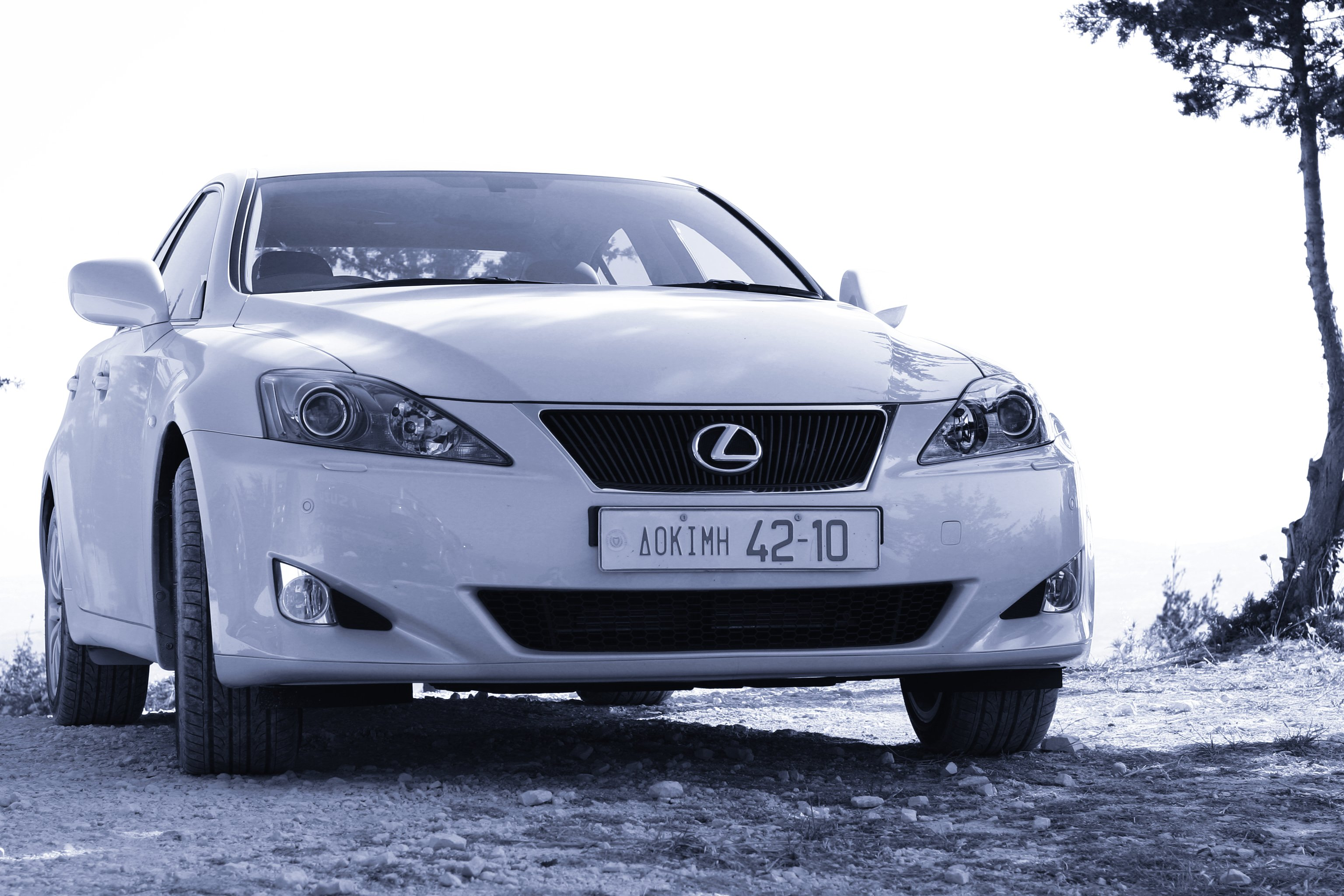
凌志第一部柴油推動汽車，IS 220d

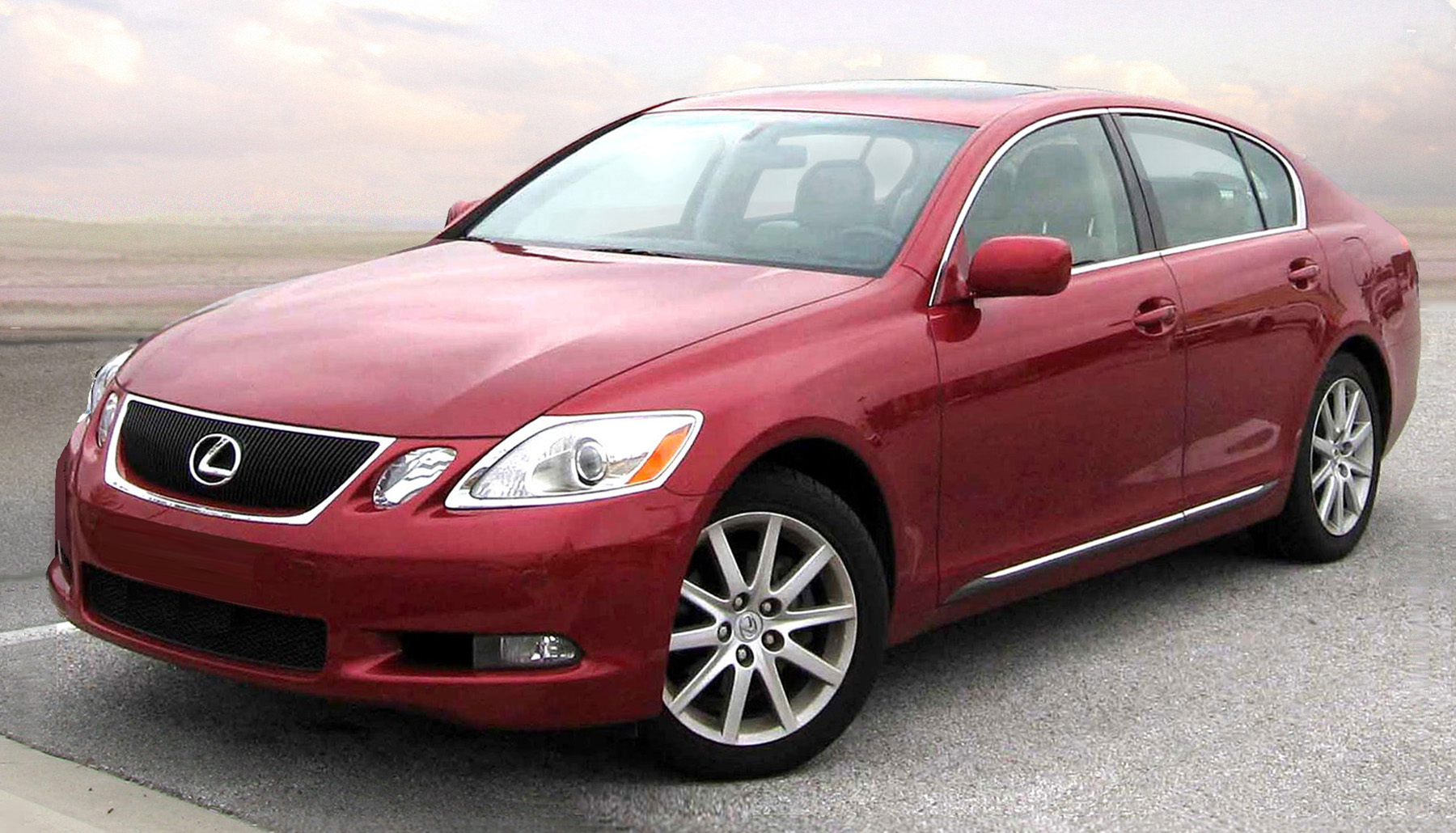
第三代凌志GS系列提供了V6、V8和電力汽油混燃版本

2005年凌志推出L-Finesse设计，同年推出第三代GS/第二代IS。英国《Top Gear》電視節目選出IS是年度最佳小型豪华轿车，同年7月26日，凌志正式引入日本市場推出，2006年，凌志推出了第四代雷克萨斯LS，而第四代LS也成为了世界首部V8引擎混燃轎車。同年第五代ES正式發售。
2007年的北美国际车展上，雷克萨斯正式推出“F”分支品牌，以高性能车型为主，同时正式推出基于雷克萨斯IS而来的IS-F，以及概念车LF-A。
凌志是混燃汽車方面的先鋒。2005年，凌志引進了全球首部混燃豪華多功能運動悠閒車—RX 400h。這部汽車搭載了混合汽油引擎和電力馬達來增強動力和燃油消耗效能，而且擁有比傳統汽油引擎或其他動力方式行走的汽車更低排放量。
2006年，凌志又推出了性能型混燃轎車GS 450h。2007年，凌志將會為旗下的旗艦轎車LS引入了混燃版本的LS 600h及LS 600hL。據凌志透露，LS混燃版本的設計，是為了提供V12的性能同時，其排放量和燃料消耗效能又可以媲美一部普通的V6引擎。LS 600hL只在美國市場銷售，而LS 600h則在歐洲、日本和其他國家銷售。凌志将其用於RX 400h、GS 450h和LS 600h/LS 600hL車上的動力系統設定稱為Lexus Hybrid Drive，把每個型號的混燃版本視為該個系列的象徵。2007年1月在北美國際汽車展上，凌志發佈了「F-Series」。這個部門專責生產一些由賽車啟發靈感的豪華高性能跑車。「F-Series」第一輛高性能轎車IS-F及擁有獨特外型的超級概念車 LF-A 同場亮相。同年，凌志LS 460旗艦車在全球最佳汽車頒獎禮（ICOTY）上，獲得了年度最佳豪華車和最受尊重汽車殊榮。繼2005年的Audi A6，2006年的BMW 3系列之後，獲得了2007世界年度代表汽車銜頭(World car of the year)。2008年凌志LX 570於2008年初發售。2009年凌志HS 250h混燃轎車於2009年初發售。

### 2010年後

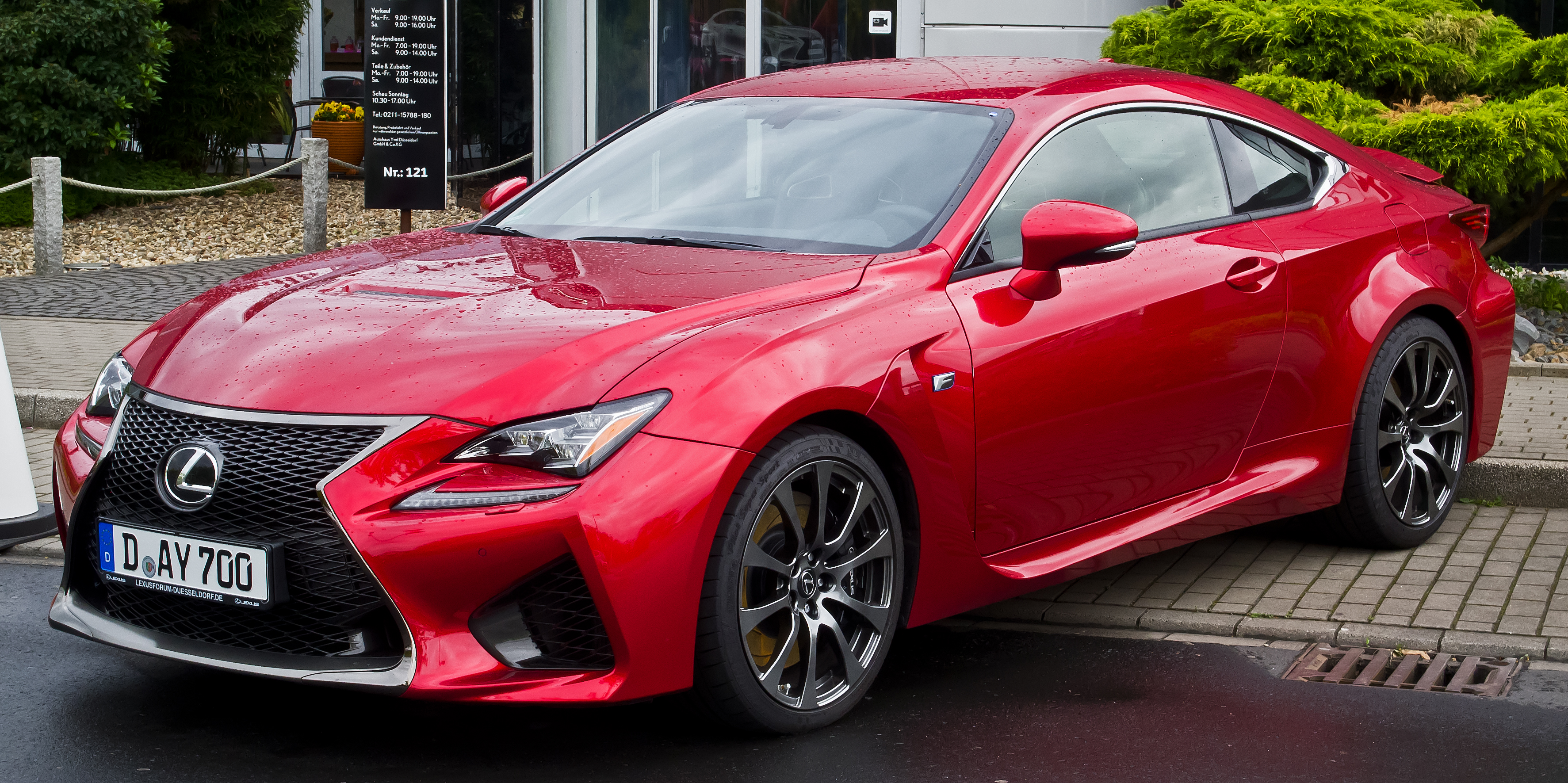
2014 凌志 RC F 双门四人座轿跑车

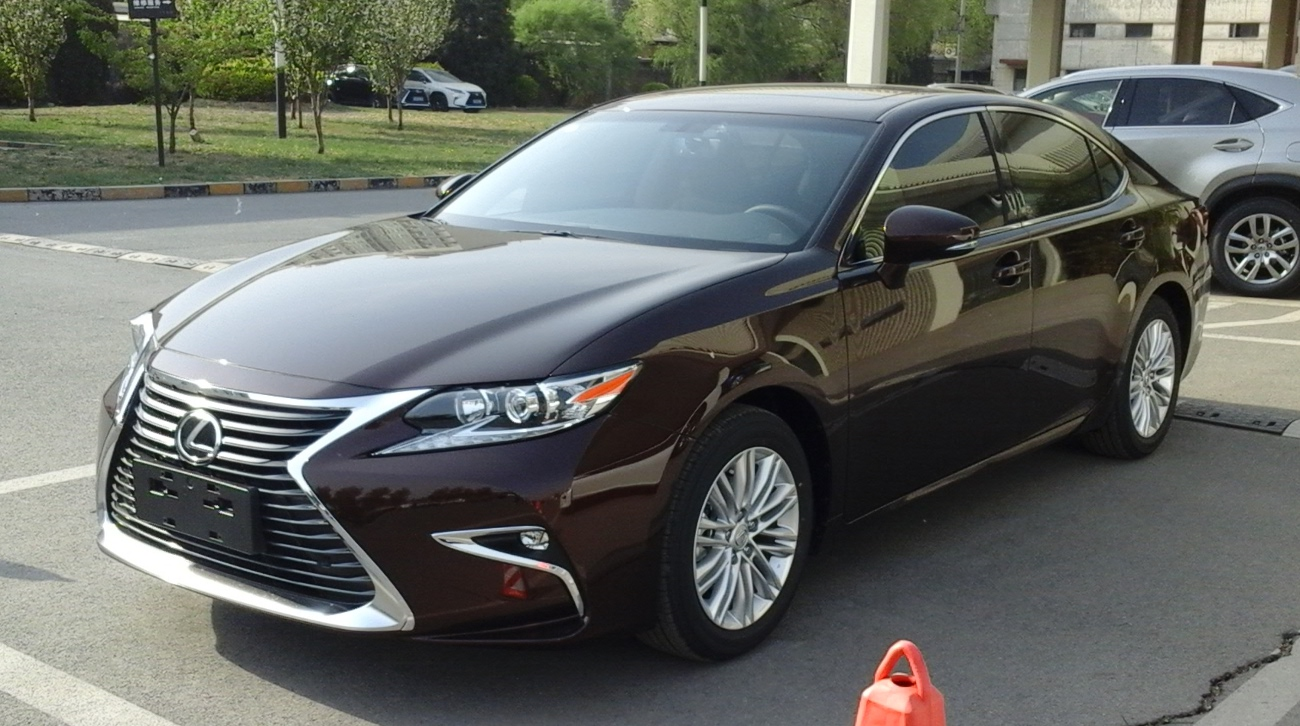
圖為2016 凌志 ES XV60，ES系列在過去十年一直是凌志在北美市場最暢銷的轎車型號

2010年，雷克萨斯正式推出LFA超级跑车，限量生產500部。
2011年，雷克萨斯推出紧凑型掀背车:雷克萨斯CT。
2012年，第四代GS和第六代ES發售。2013年凌志第三代IS發售。2014年凌志推出紧凑型SUV:雷克萨斯NX和双门跑车:雷克萨斯RC。
2016年，雷克萨斯推出双门跑车:雷克萨斯LC，基于雷克萨斯LS开发而来
現時的凌志全線車系包括IS、ES、GS（已停产）、LS系列轎車、LC、RC轎跑車，以及NX、RX、GX、LX系列SUV、LM系列MPV。争取满足各类阶层的需求。
在美國，凌志已經發展成為了最暢銷的豪華汽車品牌之一。2012年，凌志在美國售出273,847部汽車，位列Mercedes和BMW之後。現時，凌志在遍及美洲、歐洲、亞洲及大洋洲等超過40多個國家銷售，而凌志品牌以數量來說屬於全球前4大的豪華品牌。現時在美國和加拿大，都可以購入凌志全線所有型號的純汽油版本或者混燃版本汽車，而以柴油作燃料的IS 220d則只有在歐洲發售，因其排出的懸浮粒子和氮氧化物未能符合北美和日本的廢氣排放法規。在歐洲並沒有ES轎車及GX/LX等多功能運動悠閒車發售，類似這些型號的汽車都改以豐田名義在歐洲銷售。
凌志的北美市場宣傳口號為「熱切追求完美」（The Passionate Pursuit of Perfection），後來用「追求完美」（The Pursuit of Perfection）作為在全球市場的行銷格言，直到2013年，美國市場以外的宣傳口號改為 Amazing in Motion。
2017年，全球宣傳口號改為Experience Amazing。

## 凌志車款

### 车型

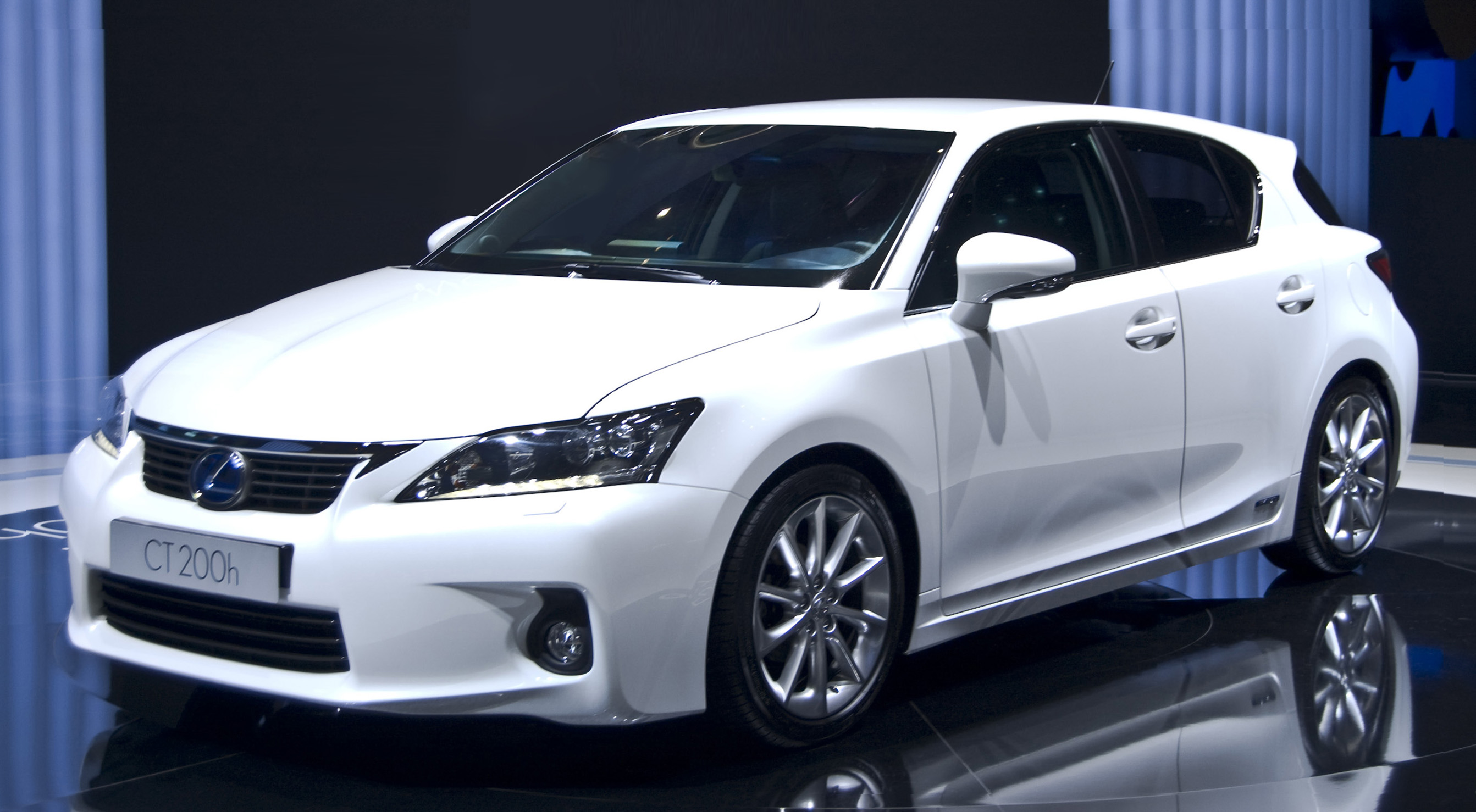
2011 凌志 CT200h

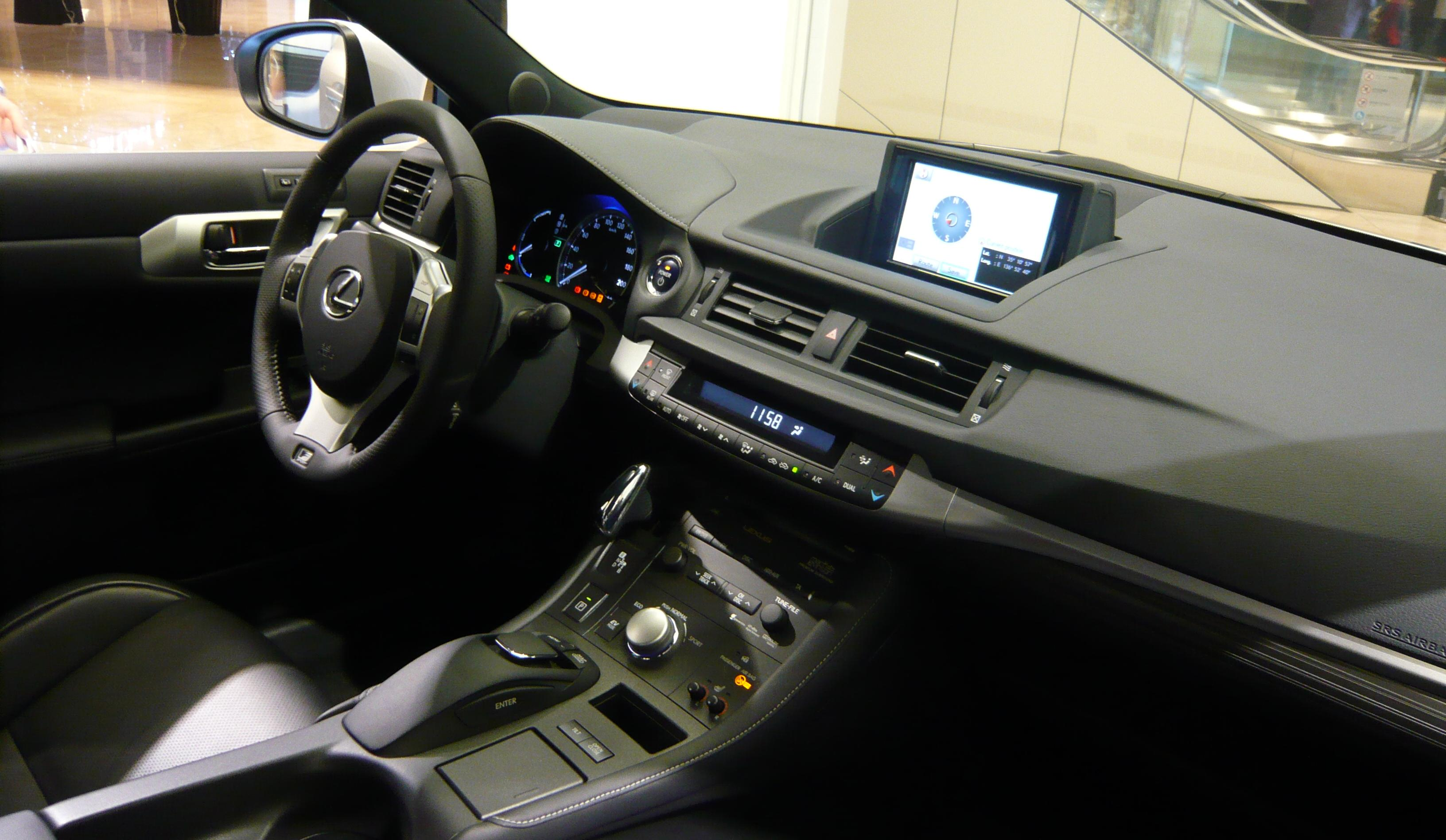
2011 凌志 CT 內部

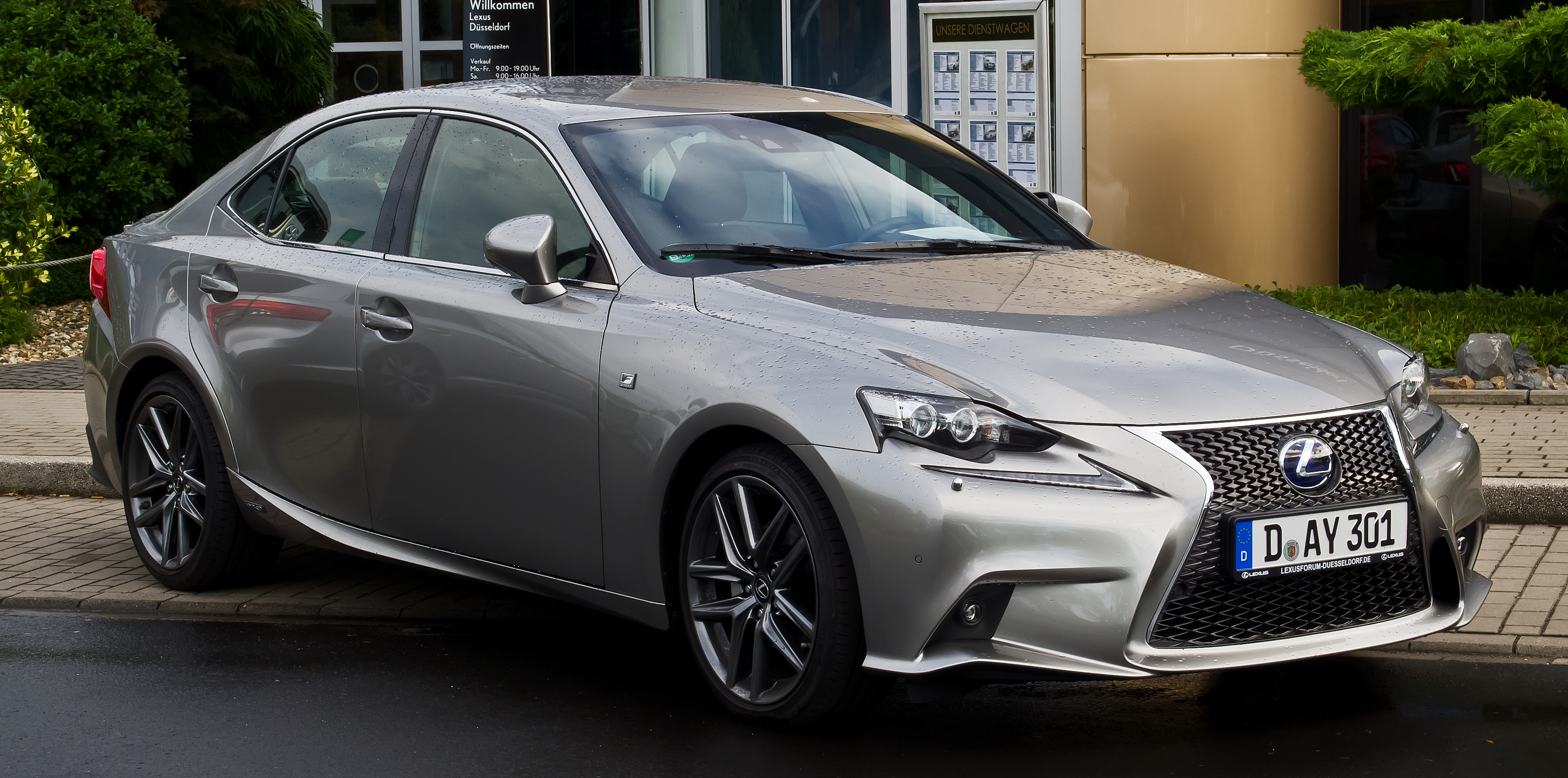
2013 凌志 IS 300h F Sport 轎車

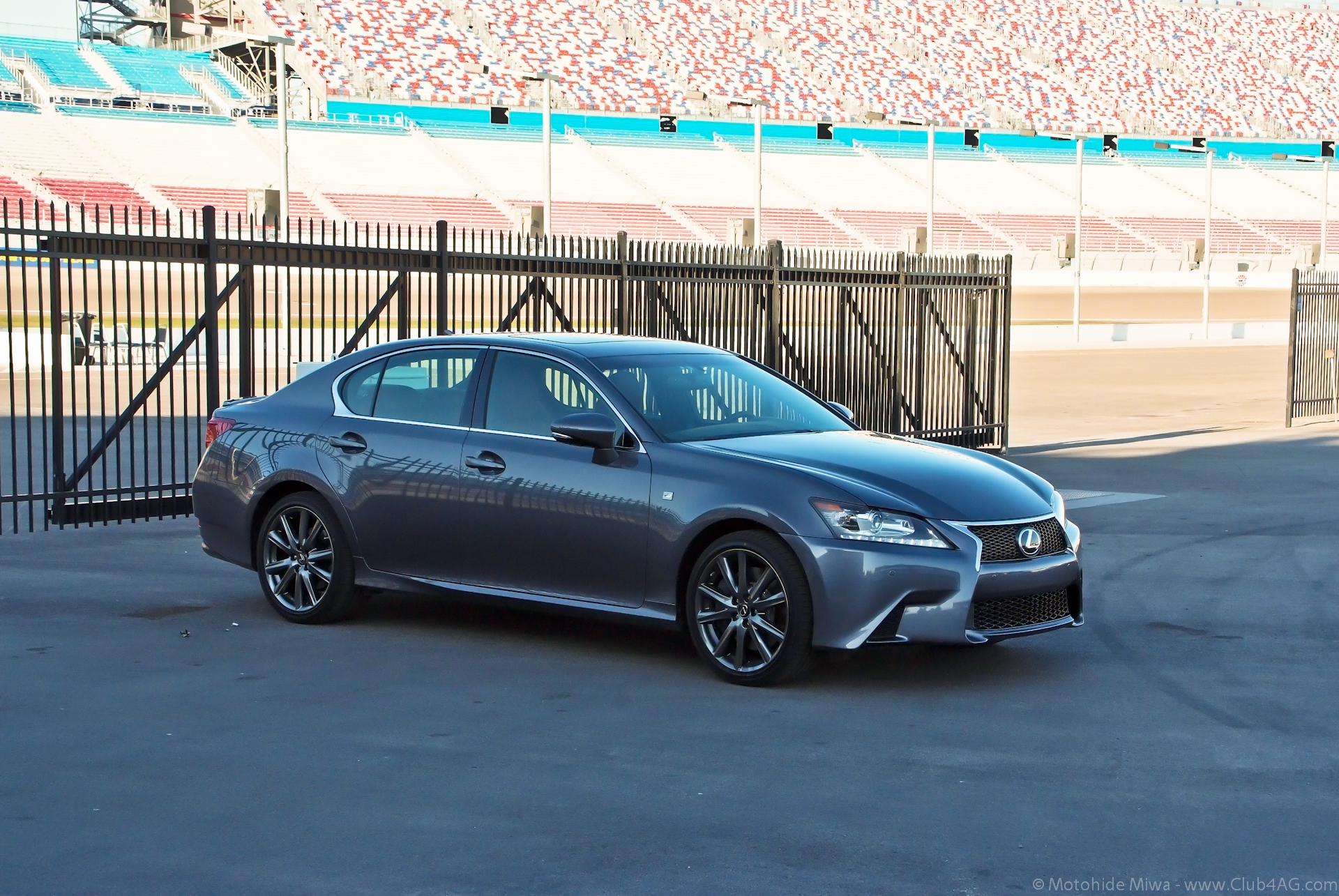
2013 凌志 GS 350 F-Sport

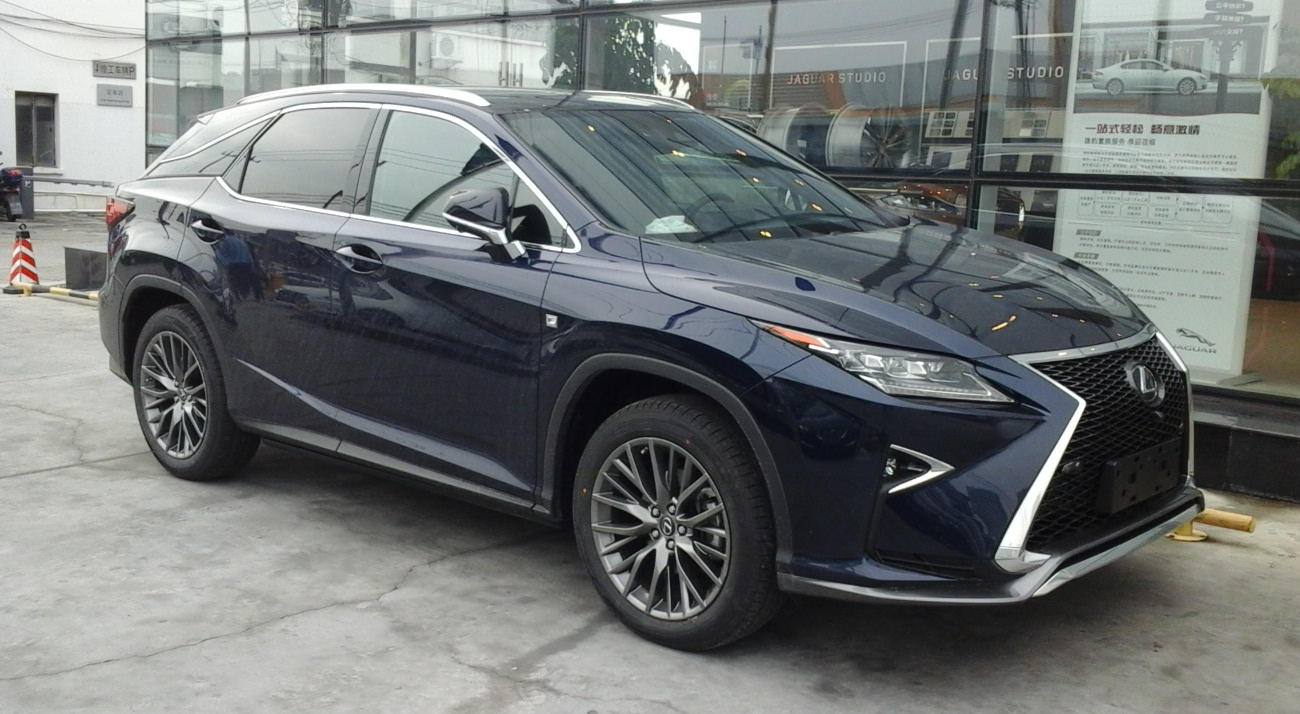
2016 凌志 RX（AL20） 多功能运动休旅车

※以下型號是綜合全球市場發售的型號，現時並沒有任何一個單一市場發售以下全部型號。
- RC - 中小型豪华轎跑車
  - RC 300/RC 350/RC F
- LC - 旗艦豪華GT轎跑車
  - LC 500/LC 500g/500h
- CT - 小型豪华油電掀背車
  - CT200h
- IS - 中小型豪華轎車
  - IS 300/IS 300h/IS 200t/IS 350
- ES - 中大型豪華轎車
  - ES 200/ES 260/ES 300h/ES 350
- LS - 旗舰级豪華轎車
  - LS 350/LS 500/LS 500h
- UX - 紧凑型豪华都市運動型多用途車
  - UX 200/UX 250h/UX 300e
- NX -  中型運動型多用途車
  - NX 200/NX 200t/NX 250/NX 300/NX 300h/ NX 450h+
- RX - 中大型豪華運動型多用途車
  - RX 270/RX 300/RX 350/RX 350L/RX 450h/RX 450hL/RX 450h+/RX 500h
- GX（英语：Lexus GX） - 大型運動型多用途車（美国市场）
  - GX 460
- LX（英语：Lexus LX） - 全尺寸豪華旗艦運動型多用途車，衍生自豐田陸地巡洋艦
  - LX 570
- LM - 旗艦豪華多功能休旅車，衍生自第三代豐田Alphard
  - LM 500h/LM350h
- TX

### F系列车型
“F”代表了日本的富士赛道，于2006年成立。
F部门成立前，「F」被認為可能是解作「Fast」（快速）或者「Flagship」（旗艦）。數年前公司高層接受訪問時亦曾透露過公司可能會成立一高性能车型部门。而以丰田旗下的TRD為基礎改裝出的「L-Tuned」亦為IS 300和GS 430型號提供了提高性能的配件。隨著第二代雷克萨斯IS轎車和LF系列概念汽車的推出，以及凌志在賽車活動上的參與增多，凌志的品牌已經延伸到包括以性能為本的汽車範疇之中。
2007年1月的北美國際汽車展中，雷克萨斯正式推出F系列第一款车型“IS F”和概念车“LF-A”。
与同期搭载3.5升V6引擎的IS 350相比，IS-F搭載的5.0升自然吸气V8引擎提供了417匹馬力。有傳媒揣測當IS-F轎車正式推出後，GS-F和凌志RC-F雙門轎跑車將會乘勢隨之推出。
2009年的东京车展中，雷克萨斯正式展出了LF-A的量产车型，2010年以“LFA”的名义正式生产，限量500部。
2014年和2016年，雷克萨斯相继推出了双门跑车RC和四门轿车GS的F系列车型，均搭载了5.0升自然吸气V8引擎。
2021年，雷克萨斯面向北美市场推出“IS 500 F-Sport Performance”，搭载5.0升自然吸气V8引擎。
此外，F部门还拥有“F-Sport”分支部门，专为雷克萨斯车型提供非性能类改造配件。

### 型號歷史

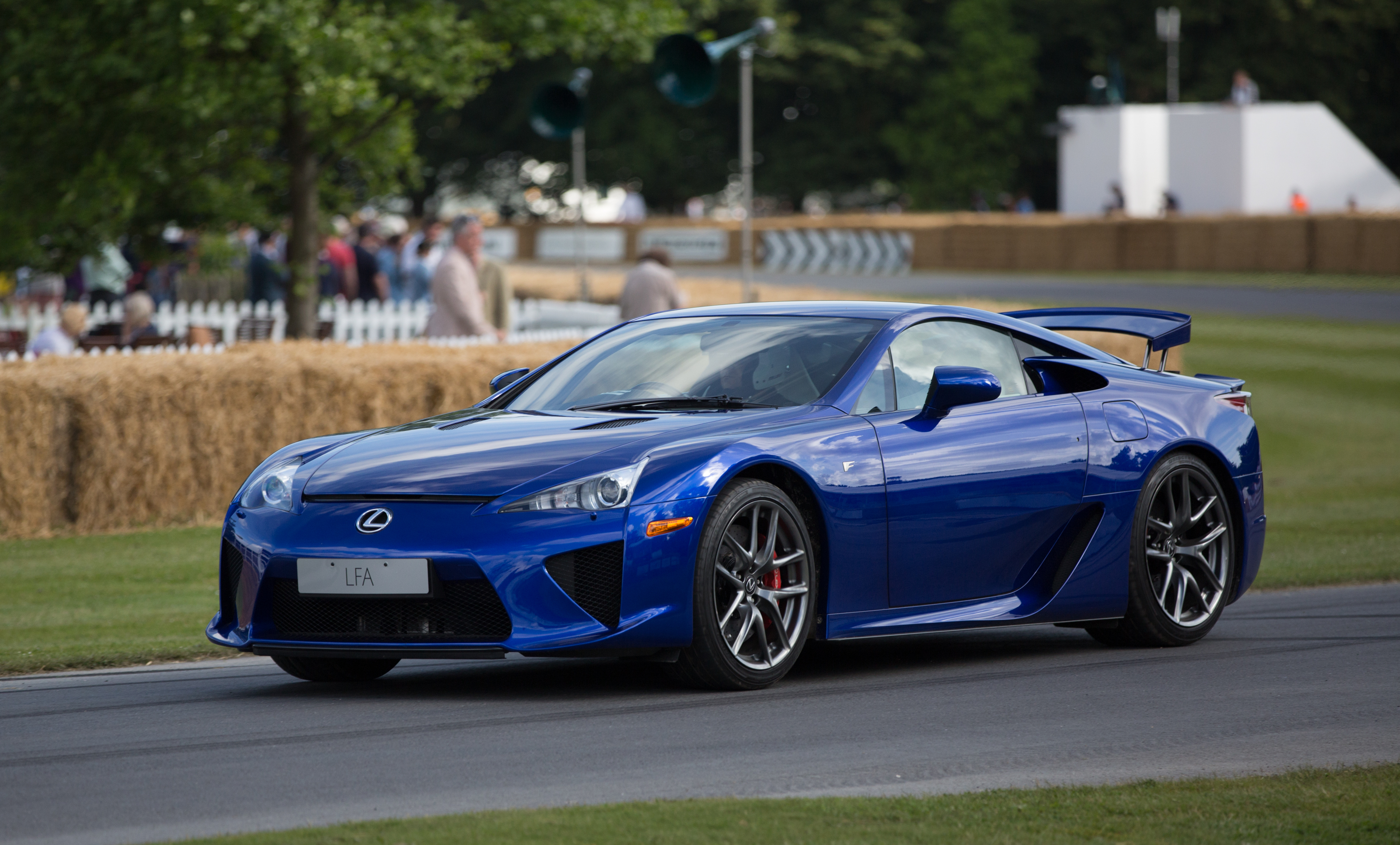
2010年超級跑車LFA的誕生，打破了賽車壇的數項紀錄，並曾在德国纽柏林赛道做出7分14.64秒的单圈時間，位列第十二。LFA全球只限量生產五百輛。

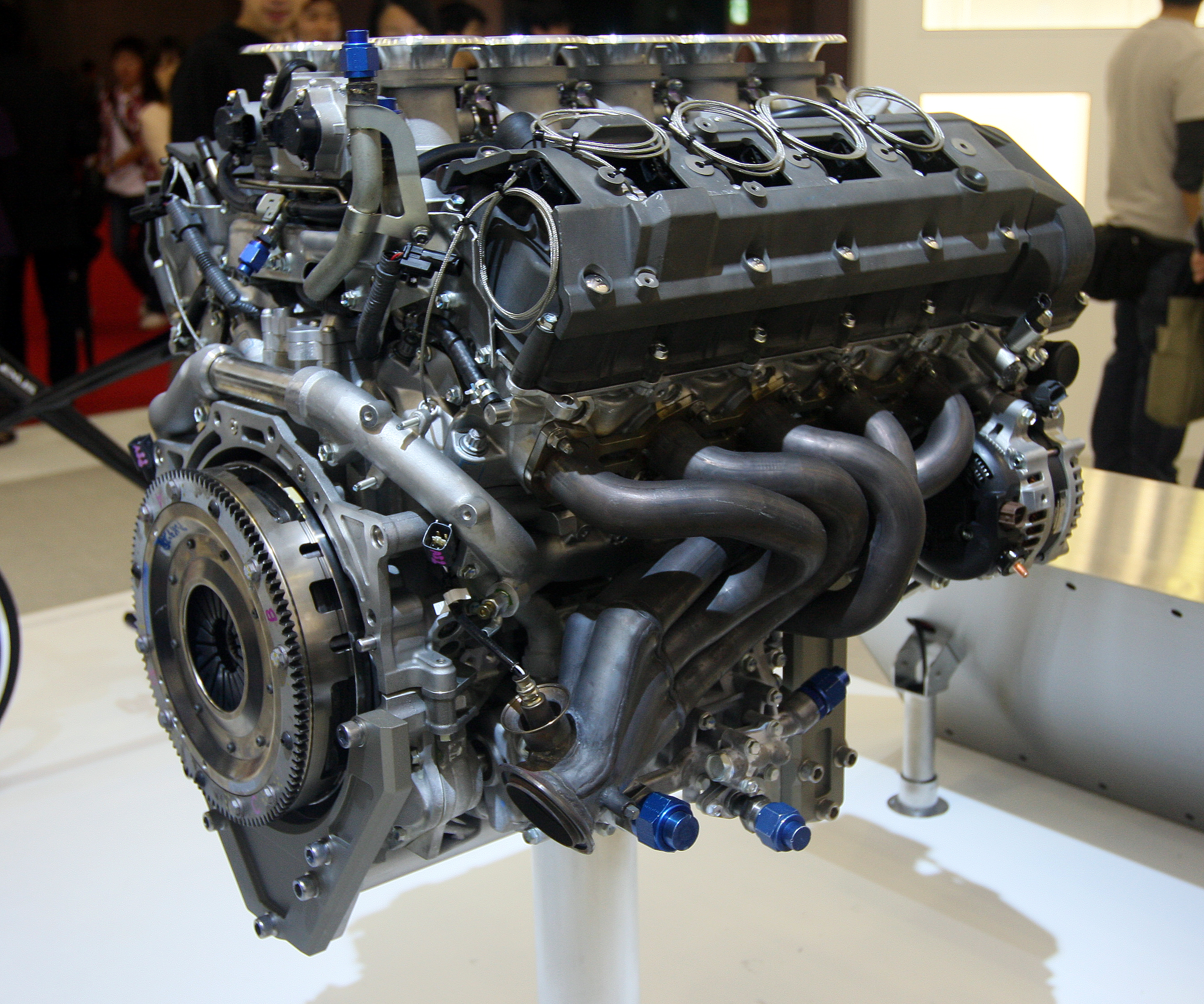
超級跑車LFA所搭载的丰田1LR-GUE V10自然进气引擎

- IS（過去豐田名義下稱為「Altezza」，2005後新款IS車系已無雙生車）
  - 2000 IS 200/IS 300
  - 2006 IS 250/IS 250 AWD/IS 350/IS 220d
  - 2008 IS-F
  - 2010 IS-F
  - 2010 IS 250C/IS 350C
  - 2013 IS 250/IS 300h/IS 350
  - 2015 IS 200t/IS 300h
  - 2017 IS 300/IS 300h
  - 2020 IS 300h
- ES（過去豐田名義下稱為「Windom」，2005後新款ES車系已無雙生車，现款与丰田凯美瑞、亚洲龙共用平台和动力总成）
  - 1990 ES 250
  - 1992 ES 300
  - 1996 ES 300
  - 2000 ES 300
  - 2003 ES 330
  - 2007 ES 350
  - 2010 ES 240
  - 2012 ES 250/ES 300h/ES 350
  - 2015 ES 200/ES 250/ES 300h/ES 350
- GS（過去豐田名義下稱為「Aristo」，2005後新款GS車系已無雙生車）
  - 1993 GS 300
  - 1998 GS 300/GS 400
  - 2001 GS 430
  - 2006 GS 300/GS 300 AWD/GS 430/GS 450h
  - 2007 GS 350/GS 350 AWD/GS 460
  - 2012 GS 250/GS 350/GS 450h
  - 2016 GS 200t/GS 300/GS 350/GS 450h/GS-F
- LS（過去豐田名義下稱為「Celsior」，2006後新款LS車系已無雙生車）
  - 1990 LS 400
  - 1995 LS 400
  - 2001 LS 430
  - 2007 LS 460/LS 460L
  - 2008 LS 600h/LS 600hL
  - 2012 LS 460/LS 460L/LS 600h/LS 600hL
- SC（英语：Lexus SC）（過去豐田名義下稱為「Soarer」，2005後新款SC車系已無雙生車）
  - 1992 SC 300/SC 400
  - 2002 SC 430
- NX
  - 2014 NX 200t/NX 300h
  - 2017 NX 200/NX 300/NX 300h
  - 2022 NX 200 250 350 350h 450h+
- RX（過去豐田名義下稱為「Harrier」，2009後新款RX車系已無雙生車）
  - 1998 RX 300
  - 2003 RX 300/RX 330
  - 2006 RX 400h
  - 2007 RX 350
  - 2009 RX 270/RX 350/RX 450h
  - 2012 RX 270/RX 350/RX 450h

2017 RX 200t/RX 300/300F/RX 350/350F/RX 450/450F SPORT RX  
- GX（英语：Lexus GX）（豐田有較低等級、售價較便宜的相似車款「Land Cruiser Prado」）
  - 2003 GX 470
- LX（英语：Lexus LX）（豐田有較低等級、售價較便宜的相似車款「Land Cruiser」）
  - 1997 LX 450
  - 1999 LX 470
  - 2008 LX 570
  - 2012 LX 460/LX 570
- LFA
  - 2010 LFA
  - 2012 LFA Nürburgring Package
- HS
  - 2009 HS 250h
  - 2013 HS 250h

## 銷售

### 北美市場

#### 概評
凌志最早鎖定美國市場的高消費顧客作为銷售對象，品牌的第一部汽车也是在美國亮相。2014年，美國市場調查公司J.D. Power的車輛可靠性調查中，經過超過41,000位車主根據他們在購入汽車後首三年出現過的各種問題為基礎而進行的一個汽車可信性調查，凌志以68 PP100獲得首名。此外，另一份美國著名雜誌《Consumer Reports》對每年在美國國內銷售的數以百萬計新車亦會作一個年度最可靠汽車調查，凌志近年經常性出現在前五名當中。
雖然凌志在美國自推出後取得了空前的成功，但在北美以外的市場暫時仍然只是有限度地成功。在凌志的源產地日本，自2005年開始引入凌志品牌作推廣後，銷售比預期中慢。不過在2006年9月推出的LS 460，卻單單在開始發售的頭一個月接到超過12,000張訂單，遠遠超出原先預期，而且往後的銷售然非常強勁。相對於擁有較弱勢代理商網絡的歐洲市場，凌志在歐洲市場只獲得較小的品牌認知度和較小的市場佔有率。一些汽車分析員指出了美國和歐洲顧客的不同之處，認為凌志在美國的成功全因豐田在當地擁有廣大的消費者基礎，而正值嬰兒潮期間出生的一代人卻因為開始年老，剩了點錢而想要一些更加豪華的東西，使他們紛紛趨向購買平治和寶馬等品牌汽車。凌志之所以成功，是因為他們提供了比消費者期望更高的品質，但又比競爭對手的價格便宜，所以才得以把這些想換豪華汽車的人留住。
凌志2013年在美國市場售出273,847部。

### 日本市場

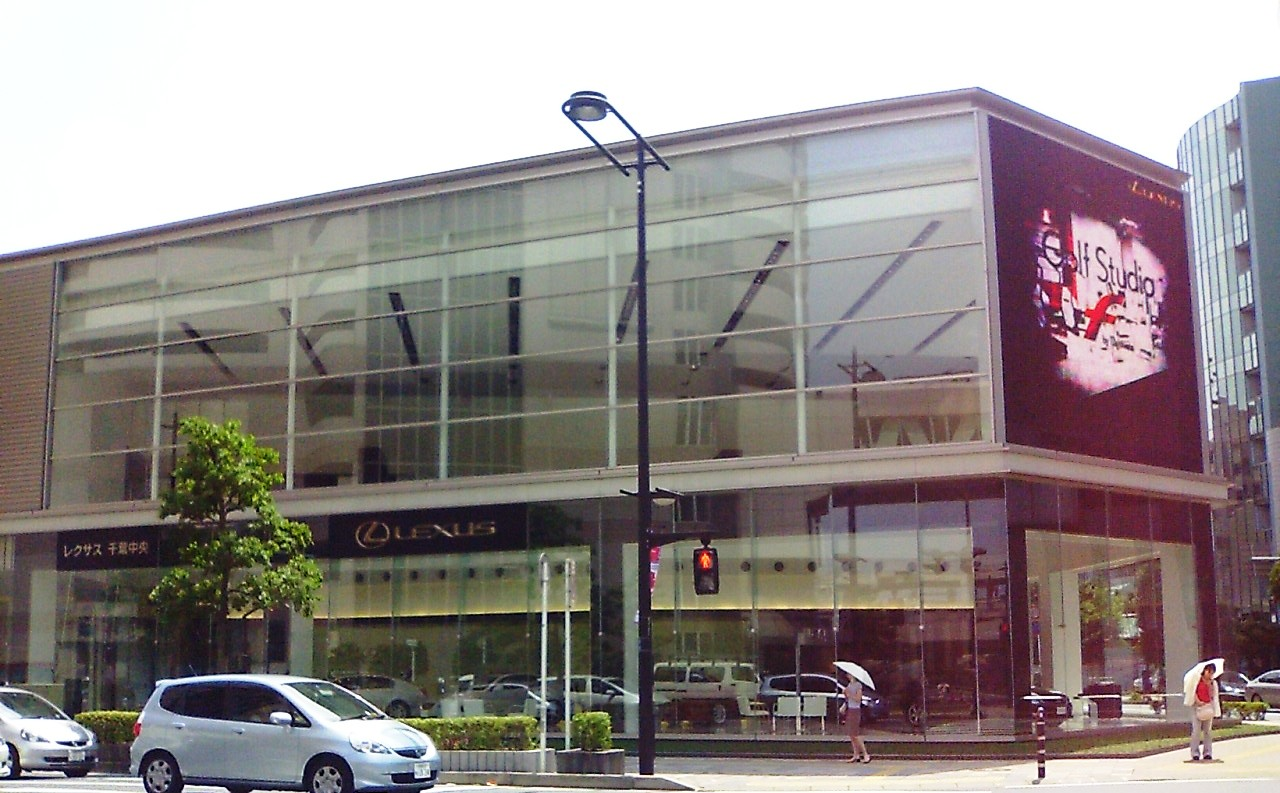
日本凌志展销厅（千葉旗舰店）

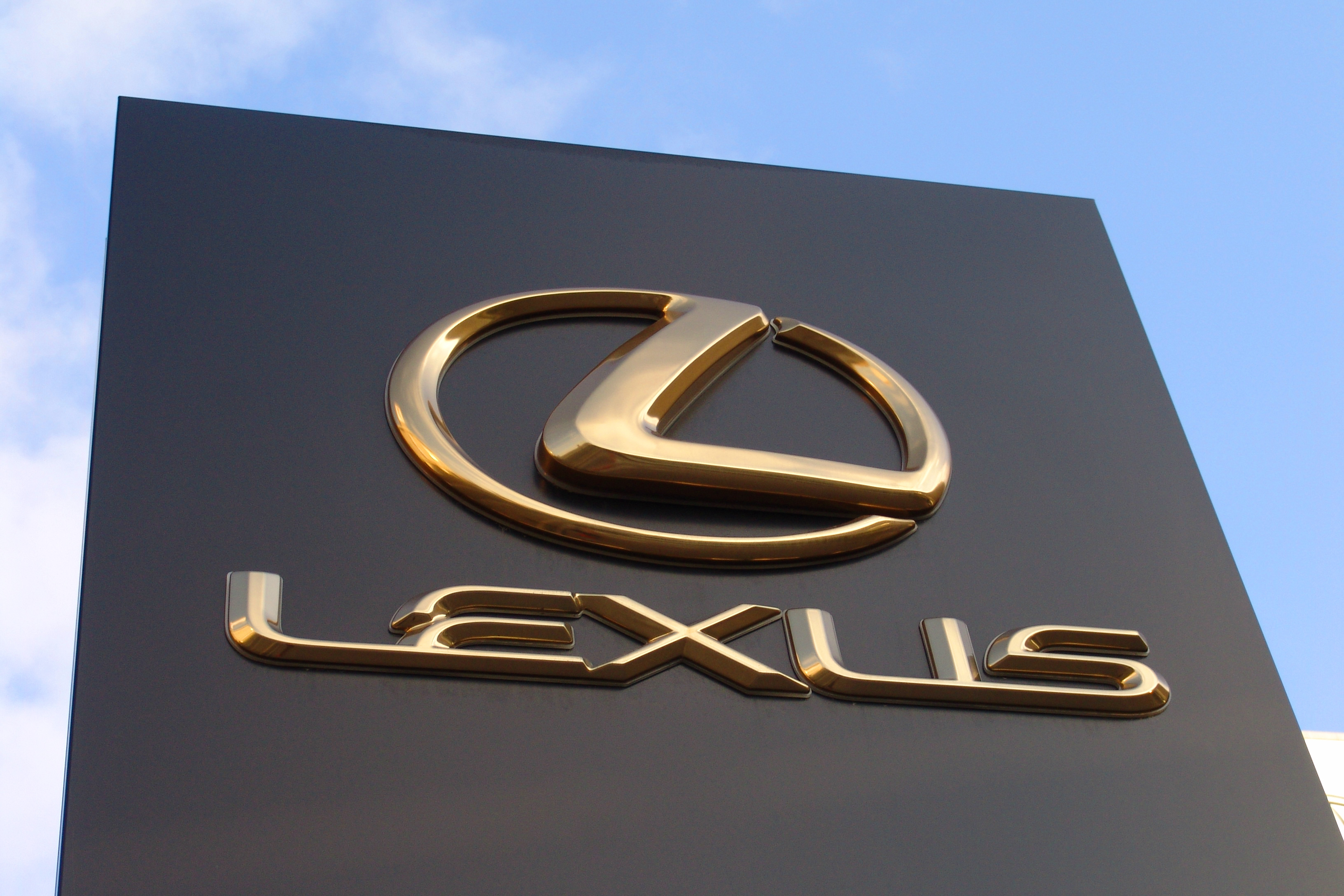
凌志日本札幌展销厅的大型標示牌

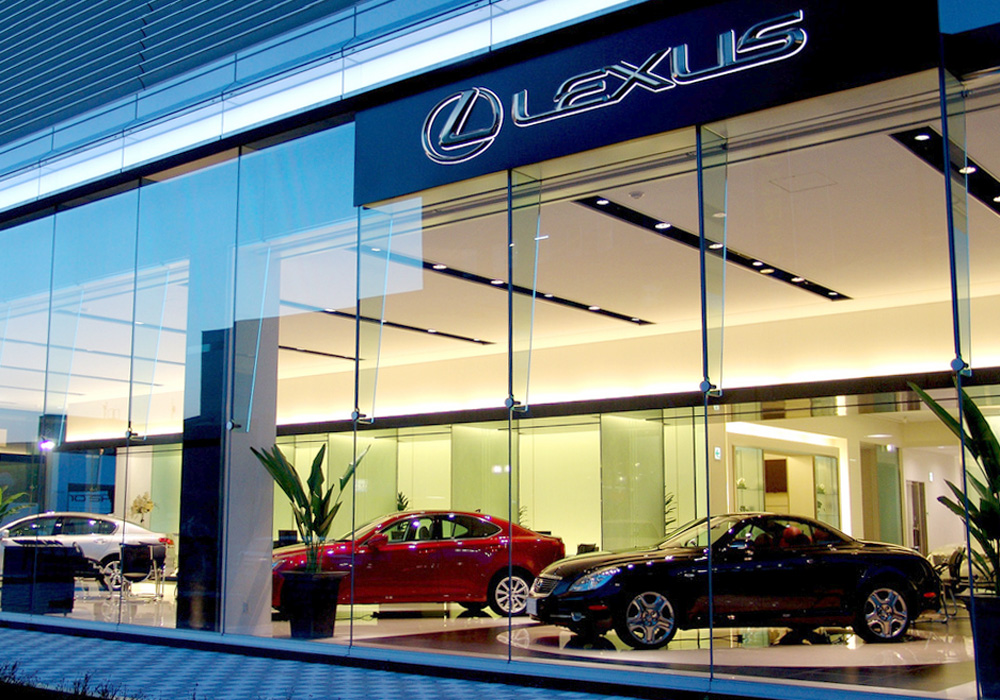
凌志在日本札幌的展销厅。

2003年，豐田宣布在日本銷售凌志車系，並於2005年8月開始實行，現時日本全國共有143間陳列室。陳列室統一採用了讓訪客彷如置身於高級飯店、餐廳之中的沉實設計。營業員方面，全部由選自全國的豐田代理商，並透過位於靜岡縣富士賽車場附近的凌志學院進行接待顧客等專業訓練。陳列室內預備了一些飲品的菜單，客人可以選擇自己喜歡的飲品，徹底地實行營業員與顧客單對單的服務。但對於一些從以往豐田高級車更換凌志的顧客來說，這種北美方式的接待態度，卻為凌志招來了破壞以往營業員與顧客之間，那種猶如朋友般信賴關係的批評。而且，陳列室的入口亦比以往的豐田代理商較高，被批評為難以進入。有見及此，自2005年11月開始，位於東京御台場的MEGAWEB（豐田汽車館）新設了一個凌志的展館，讓民眾可以輕鬆舒服地觸摸到凌志汽車。作為豐田汽車的方針，為了對凌志汽車作出包括保安上的管理，所以原則上維修汽車方面需要回到購入汽車的分店進行。所以，應該怎樣對於一些縣內只有一家分店的用家（根據地域不同甚至出現了一些距離分店100公里以上的用家）進行售後服務成為了今後的課題。
因為實行了不會進行減價銷售的政策，所以據說連員工內部優惠價等制度也一律禁止。但如此一來，這樣地被生產商約束銷售價格的行為，有可能因不公正營商手法而抵觸了日本法律中的「獨佔禁止法」。由於一系列本來在日本以豐田名義銷售的型號（如Altezza→IS、Aristo→GS、Land Cruiser Cygnus→LX、Harrier→RX等），有可能會因應凌志品牌的引入而離開固有的豐田銷售網絡，所以對諸豐田銷售網絡內的Toyota和Toyopet店等的經營產生影響。
在日本國內銷售的型號，速度計及速度限制均規定在時速180公里以內（F系列的速度計時速與外銷版相同）。定速巡航的最高速度也只能在時速100公里左右。

### 英國市場
2006年一項英國顧客汽車滿意指數調查稱，凌志連續六年顧客滿意度最高。
凌志的歐洲車系已加入了以柴油引擎推動的型號，如IS 220d的推出。品牌並計劃在凌志LF概念汽車投產時加入這個元素。混燃型號如RX 400h和GS 450h的推出提高了凌志在歐洲市場的銷量。在英國，這個凌志歐洲最大的市場，IS系列在凌志整體銷售量中佔最多，而GS 450h及RX 400h型號亦比他們的純汽油型號銷量較多。英國不少政治家，如保守黨領袖戴维·卡梅伦亦轉開了一部低排放量的凌志GS 450h，代替了原來的捷豹和路虎。不少的英國政府機構，如英國警察車隊，也採用了凌志的GS 450h 及 RX 400h。英国政府更將混燃車輛排除在倫敦交通擁擠費的收費對象之外，變相支持着凌志混燃車輛的銷售。愛爾蘭不少內閣成員，包括掌管環境、遺產和地方政府事務的迪克·羅奇也轉開一部凌志GS 450h。混燃技術的掌握绝对使凌志在其競爭對手之中脱颖而出。

### 歐洲市場
凌志藉着新的設施和廣告開支的投入，正在擴展其歐洲市场的代理商網絡，致力在歐洲建立起優越的品牌形象。歐洲高消費買家和有名望的車主都開始轉投凌志。作為進口歐洲的豪華汽車品牌之一，凌志汽车的銷售額的增長速度相当之快；凌志在歐洲的銷量單單在2006年已經增長了百分之72，售出了超過50,000部汽車，成為歐洲大陸上增長最快的汽車品牌。2006年推出的第二代IS是凌志在歐洲的旗舰產品。凌志在俄羅斯等地維持着增長。

### 東亞市場
韓國自加入了世界貿易組織後，需要撤消禁止進口日本製汽車的措施，凌志在韓國的發售才得以開始，但目前销量遠不及德國豪華汽車品牌。在台灣，凌志同樣排名BMW和平治之後，位列2012進口豪華汽車銷量第三。

### 西亞市場
2015年2月中，杜拜警方引入LEXUS於2014年底特律車展發表的RC F跑车，列入其警用車輛陣容中，作为日常出勤使用。

### 大洋洲市場
在澳洲，凌志的銷售增長超越了對手，現時在當地整體進口豪華車銷量中排行第三，當中對IS型號的需求較高。在2007，凌志的全球整體銷量預計會到達500,000部左右。

## 科技與設計

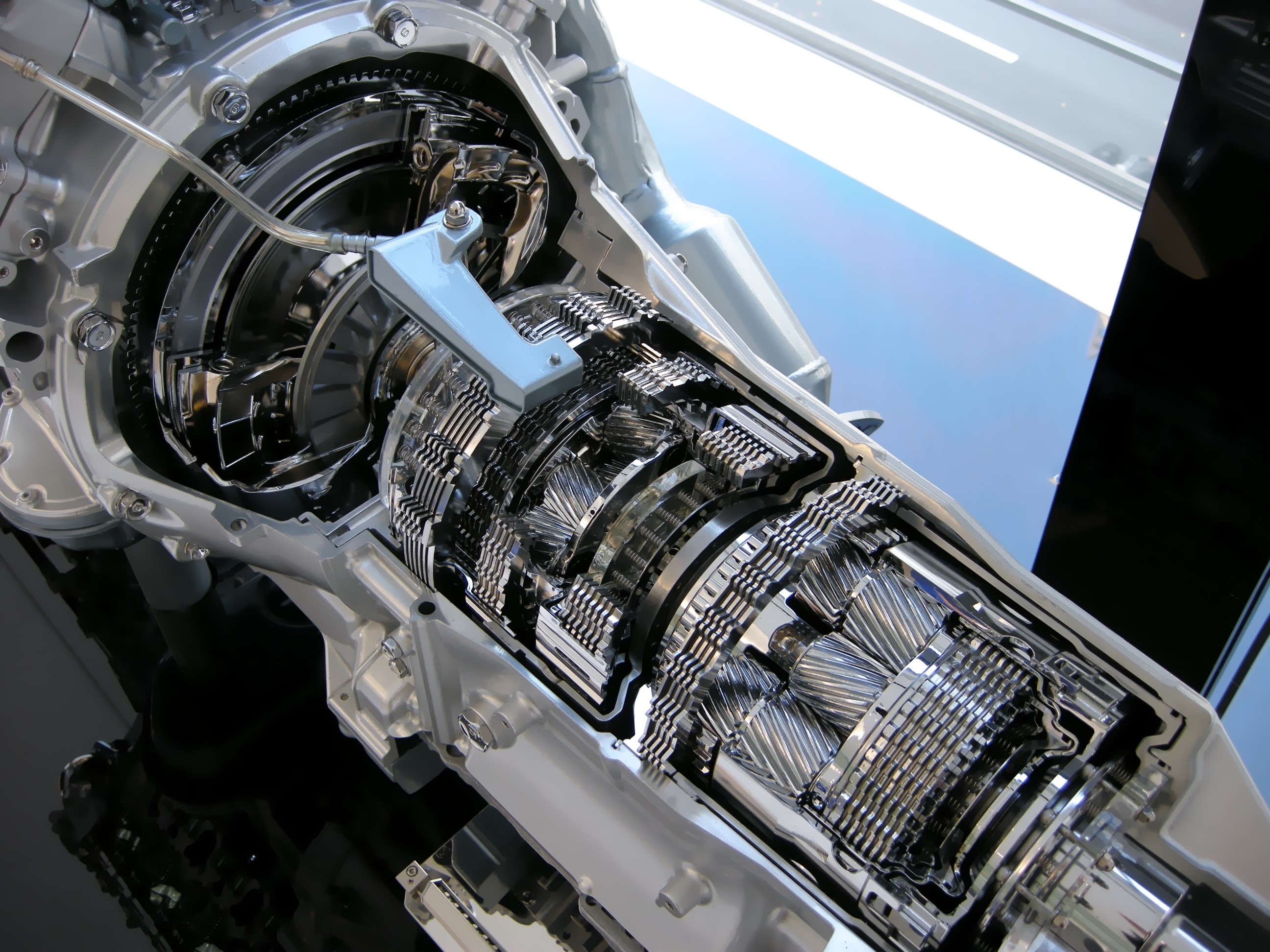
IS F 和 LS 460 Sport 裝載的八速自動變速器

凌志是第一個生產商在車廂提供一個高級環繞音效系統，最初與日本著名音響設備製造商中道合作，在1998年後改為與高級音響承辦商Mark Levinson合作。除了高級音響之外，凌志的設計師亦集中焦點去推升車廂內的寧靜。這個做法源自第一部LS 400，當時設計師把一些吸音棉塞進車廂裡每一條支柱之中。例如最新款的IS型號加入了吸音的太陽擋、RX和其他型號裝配有隔音擋風玻璃、最新款的LS型號更加會在電動窗戶差不多要關上時減慢速度，以避開發出任何礙耳之聲。在混燃版本的LS型號上，多重車廂系統更加被重新設計以符合動力系統的極度寧靜。這些用於RX、GS和LS混燃版本型號上的Lexus Hybrid Drive系統使這些電力汽車在更趨寧靜，而且混燃系統被調校至提升馬力的同時，又可以維持燃料消耗效率及環保。
凌志的設計，傳統上是強調高品質的機械和世界級豪華汽車標準。正如在凌志第一部汽車LS型號所強調的重要原素包括：空氣動力學、性能、暢順行車、依據人體工學的內裝、寧靜車廂、燃油消耗效率、安全和可信賴。而凌志整體的特徵則總括在凌志IDEAL理念之中（Impressive、Dynamic、Elegant、Advanced、Lasting）（印象、動力、優雅、先進、持久），這些理念明確地指引了所以凌志的產品設計研發過程。每部凌志汽車都必須符合起過500個特定的產品標準，稱之為Lexus Musts（凌志的必須），範圍由方向盤反應度以至真皮座位的縫合。而使用在每部凌志汽車的創新科技，包括了先進安全系統、動力系統及乘坐舒適、方便和娛樂等設備。
走進車廂，凌志結合了其使用了輕觸式螢幕的導航系統介面於所有型號之上，避開了一般於按鈕操作的系統。裝配在全新凌志汽車身上的SmartAccess智能車匙及起動系統，能夠偵測車主在附近，使汽車操作更平易近人。儀錶板則加入了電致發光功能，提高了儀錶板上的清晰度及閱讀性。而代理商亦可根據車主的個人喜好，依「凌志個人化設定」來更改鎖門方式、燈光及其他汽車上的設備。而細緻的車廂的設計更包括了儲物箱、杯架和太陽擋均會以相同速度運作，以達致和階效果。
在全線的凌志型號上，均結合了多種安全設備，例如負責控制穩定性及牽引力調節的「汽車動態綜合管理（VDIM）」、司機及乘客的安全氣袋、膝部氣袋、倒車攝影機、旋轉車頭燈、聲納探測警告系統等等。而在全新的旗艦型號LS系列身上更裝有不少創新安全設備，包括世界首創具有紅外線及偵測汽車附近行人能力的相撞預警系統、保持車線內行走輔助系統及後座頸部防暴衝系統。指定型號的全新LS和GS轎車更備有人面辨識系統以監測司機的駕駛專注程度。除了首創的八前速自動變速器外和自動停車外，全新的LS更引入了「緊急轉向輔助」及智能動力控制系統。混燃版本的LS將會是首部裝上配有減少眩光的發光二極管車頭大燈的汽車。
在2005年，凌志成功地從母公司進行架構上分拆，使凌志的設計、工程、訓練和製造中心都只會純粹為這個豪華汽車部門運作。這次的努力恰巧地與凌志成功打入日本本土市場及擴展到世界主要市場同時發生。成立於2003年的凌志發展中心近期專注於L-finesse理念，一個設計未來凌志汽車的新理念。將來的凌志設計理念將會融合日本文化的意念及未來汽車科技的發展。與新近發佈的LF系列概念汽車一樣，全新的GS、IS和LS的設計都是這個新成立的凌志設計及工程中心的產品。這次成功地從豐田分拆出來，使凌志更加專心研發凌志F系列性能汽車部門。

### L-finesse
凌志在引進LF概念汽車時，亦一併介紹了他們的一套全新綜合的設計語言，名為「L-finesse」，是一個糅合了Leading-Edge（先銳）和Finesse（精妙）的混合詞。「L-finesse」初見於一部正式投產的汽車上，是引入2006年款GS型號的時候。雕刻過的車身及在車內車內都用上同一個主題，這個新的設計語言卻遇上了批評指凌志的款式在這個複雜的豪華汽車市場之中顯得太過保守。據凌志所說，L-finesse把三個要素具體化：引人入性的優雅（Intriguing Elegance）、觸覺敏銳的簡樸（Incisive Simplicity）和天衣無縫的預期（Seamless Anticipation）。這些從日本的「美」意識引申而來既扼要又鞏固的要素，提示了這些感觀上的經驗正是L-finesse設計出來予豪華汽車車主的。整體來說，每一個L-finesse設計都糅合了優雅之餘的簡樸，但又顧及了司機和乘客的需要。
凌志已經開始在其全線轎車型號中用上了L-finesse設計元素，這給予全新一代的凌志轎車擁有一個家族的相貌之餘，同時亦擁有一個與別不同的設計身份象徵。與前一代經常性被誤會為低估了美國市場的日本車不同，經L-finesse設計的新一代凌志汽車，全線車系都擁有一個統一的獨特設計特徵，或許會使人聯想起其他同樣源自日本的汽車如讴歌或者Infiniti。L-finesse的設計標記包括一個從車頂傾斜到車尾的外表、設於低水平的鬼面罩以及用上一系列的凹凸形狀的車身外型。一些人指出凌志的L-finesse主題其實是要推廣真正與別不同的汽車，凌志亦因此開始被稱讚提供了一個源自日本的汽車的身份象徵。就如積架是代表英國和富豪是代表瑞典一樣。
L-finesse的設計和藝術品都曾在2005年、2006年及2007年在意大利的米蘭展出過。2005年的展覽在米蘭著名的歌劇院Teatro dell'Arte中舉行，展出了第三代的GS、LF-A概念汽車和一個附有雕塑、投影片及照片集，主題為「Time in Design」的藝術作品。2006年的展覽就在米蘭的Museo della Permanente博物館舉行，這次展出了一部以光纖構成的「森林」地貌包圍的第四代LS 460。而在2007年米蘭設計週中為題「隱形花園」的展覽，就在Zona Tortona展區展出了一個融合了LS 600h混燃旗艦轎車的風景藝術品。而在2006年11月正式推出2007年款凌志LS型號時，就曾在比佛利山、芝加哥、邁阿密、紐約等地及在曼哈頓市中心世界金融中心外一處戶外汽車藝術展中以一個名為「460度」的特別造型藝術廊展出。

## 生產
大部份的凌志汽車都在豐田旗下，位於日本愛知縣的田原車廠生產。該車廠是一所高度電腦化生產廠房。在2005年，美國市場調查公司J.D.Power授予田原車廠世界品質車廠白金獎殊榮，以表揚其於全球車廠之中出現過最少瑕疵。這已經是豐田原車廠連續四年獲頒發這項殊榮。而在2006年，該個由J.D.Power頒發的世界品質車廠白金獎項則獎落生產ES和IS型號的關東自動車工業屬下的岩手車廠身上。
凌志在生產技術上的方法和品質標準控制都與生產豐田型號有所不同。在田原車廠，生產LS、GS、IS和GX型號的生產線都會分開以便整條生產線只專注生產單一型號。而且，在生產過程中亦會開發一些新的模具和特別設計的生產設備。用於生產凌志汽車時的焊接過程、車身面板的合適度和油漆品質等都較為嚴謹。每一部剛生產完成的凌志汽車都會經過一系列的測試，如檢查有否瑕痕的視檢、高速行走測試和震動測試以確保汽車可以順暢及寧靜行走。
所有凌志汽車上的木質裝飾都是真木，並取材自一些穩定的來源。每片嵌入車廂內的木材都是取自同一棵樹，以保持外觀一致。每部凌志引擎都會被一些配備聽診器的工程師測試過，以確保其最佳表現。這些工程師負責在每個裝嵌步驟的驗收點保持生產標準。在每部凌志LS型號身上施展的工藝甚至伸延至上油過程之中，皆因整部汽車都會被人手打磨達兩次，方向盤上的真皮甚至被拋光六個小時，車窗的鉻鋼裝飾都是由同一條金屬雕刻出來及由人手打磨。
北美市場版本的RX 350（從2004年款開始）是在加拿大安大略省的劍橋市生產。這是首個在日本以外的生產廠房。其他的凌志生產廠房包括：豐田在愛知縣豐田市的元町車廠，關東自動車工業屬下的東富士車廠及豐田自動車九州屬下的宮田車廠。

## 服務
不少凌志的代理商設有咖啡室及設計師店舖。
典型的凌志代理商會在維修部裝設大幅落地玻璃，容許顧客可以從旁監測其座駕維修情況。服務有時還包括免費借車服務、免費洗車及方便穿梭巴士服務。在一切服務完成之後，凌志車主們都會收到一份問卷，問卷可能會以郵寄、線上或者電話的方式，詢問他們怎樣評價最近一次的服務經驗。為了提升顧客服務，有些凌志代理商還會派他們的員工到一些著名培訓員工注意力及好客的地方，如諾斯特百貨公司及麗嘉酒店等。凌志最近還加添了一個額外的車主優越待遇，就是在美國一些主要運動場、娛樂場所或購物商場中預留了一些車位，供凌志車主使用。
在2005年，凌志在英國一個汽車電視節目《Top Gear》，一個有超過76,000人參與的「英國最大獨立汽車滿意度調查」中取得首位。而在2006年，凌志已經是連續五年在一本英國著名汽車雜誌《Auto Express》有關服務滿意度的調查中取得第一位。在J.D.Power一個每年均會邀請超過79,000位美國車主及代理商，有關顧客服務指數的調查中，更是第11次取得第一名。
同年，紐約的豪華研究所根據超過2,100個高收入家庭對豪華汽車品牌提供的顧客服務調查，評定凌志第一位。基於凌志的嚴謹追求高質素顧客服務標準及高企的顧客滿意度，凌志贏得行內最高的顧客忠實度。
凌志的顧客服務是建基於他們對顧客作出的「凌志承諾」：「凌志會對待每一位顧客猶如我們在家中招待來賓一樣。」這個承諾最早測試於1989年，那是因為煞車燈的電線出現問題而需要自願回收全新的LS 400型號，車主們都沒有被收取任何費用，而且為方便他們取車，汽車都被清洗過及已加好油。車主們對此都無不感到驚訝。
在美國，凌志提供4年及50,000英里的基本保養服務。動力系統的保養更長達6年及70,000英里。而侵蝕保養亦都長達6年。而凌志始於1993年11月的二手车達標計劃，更是業界第一個推出。計劃會以為一部二手車進行161個檢查，更會向購入車主提供3年，達100,000英里的保養。這個計劃現時更推廣到世界其他市場之中。
在2005年，凌志的財務銀行，與美國銀行合作進出凌志Visa信用卡。以該張信用卡簽賬可以贏取積分以便在代理商及其他汽車相關服務獲得優惠。

## 賽車運動

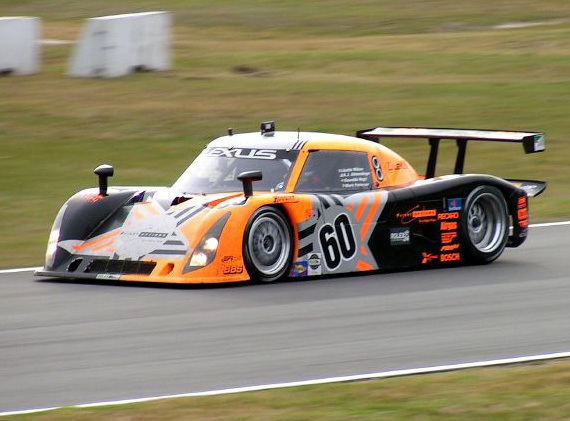
凌志在2006和2007贏得勞力士賽車系列生產商盃賽

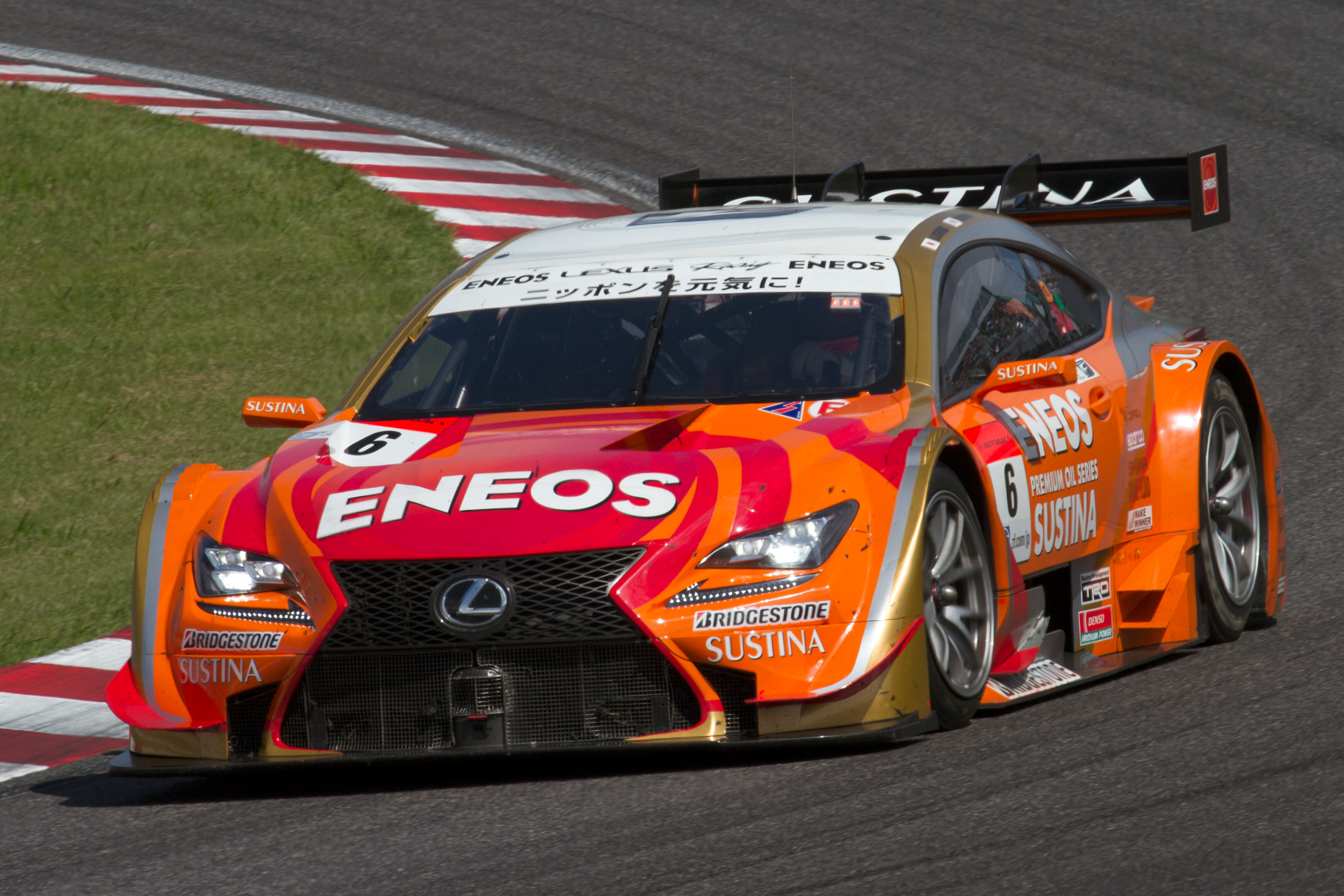
2014日本SUPER GT大賽中，經過改装的凌志RC F跑车。

凌志在1999年首次進入賽車運動。凌志的賽車隊「Team Lexus」當時派出了兩部GS 400參加摩托羅拉盃北美街車賽。最終在1999年的開幕季節，賽車隊在亞特蘭大賽車場舉行的第六場賽事之中首次奪標。同年，賽車隊亦在九場賽事中奪得了四次單站冠車及打破了兩項紀錄。在身為SCCA和IMSA成員的賽車手楚克･高斯波路帶領之下，賽車隊在2000年奪得了第二次冠軍、兩次單站冠軍及三次首五名完成賽事。凌志更因此在同年的生產商賽車中獲得了全場季軍，GS 400的成績並躋身在頭十位之中。
在2001年，凌志賽車隊增添了三部第一代的凌志IS以參加全美公路賽車賽事。到了2002年，賽車隊已經贏過車手冠軍、團隊冠軍及九次單站冠軍，並在加拿大魁北克省的特勒布朗山賽站中首三名完成賽事。在2003年，賽車隊曾奪過四次排頭位出賽、六次單站冠軍、兩次分別在迪通拿賽站和毛斯博特賽站做出的最快圈速紀錄及在邁亞密賽站冠軍。
凌志亦有參加一次耐力賽，特別是由全美公路賽車協會舉辦的勞力士24小時迪通拿耐力賽。自加入了勞力士賽車賽後，凌志已經先後贏過15次賽事。凌志在2005年先得亞軍，繼而在2006年奪得冠軍。雖然豐田在過往亦曾贏取過這項殊榮，但這次卻是旗下豪華汽車部門首次奪標。踏入2007年，6部凌志迪通拿賽車投入到在迪通拿國際賽車場舉辦的勞力士24小時迪通拿耐力賽之中。凌志在NASCAR加納斯車隊的史葛･普魯特、祖恩･巴寶路･蒙多也、薩爾瓦多･杜然等車手駕駛下首先衝過終點，贏得這項賽事。而其他凌志賽車亦在頭十位中佔三席。
當凌志在2005年於日本本土市場推出之後，四部以SC 430雙門小轎車為基礎的GT賽車就被投入到全日本GT選手賽的GT500級別之中。在凌志2006年的首場賽事之中，一部SC 430曾經勝出，擔當車手的安德･魯特拉爾和脇阪壽一亦憑駕駛凌志SC 430而奪得該年的GT500級別冠軍。而另一部SC 430亦曾於2007年贏得GT500級別第一輪賽事。2006年，凌志首次把旗下的混燃汽車投入賽車之中，一部GS 450h參與了北海道舉行的十勝24小時耐力賽。凌志IS型號亦透過BTC Racing賽車隊及其他賽車隊參與了英國的英國房車賽（BTCC）。
在2006年，凌志賽車隊計劃增添兩部IS 350來參加美國勒芒系列賽裡的GT2級別。他們亦打算參加現已歸勒芒系列賽旗下的賽百靈12小時耐力賽。除此之外，凌志亦準備在將來參加一級方程式賽車。凌志的賽車事業將會隨凌志在豪華車市場擴展及與平治和寶馬的競爭升級而不斷發展。
凌志更涉足拉力賽，2009年，凌志LX 570在美洲舉行的Baja 500拉力賽奪冠，2010年，隸屬於JT Grey隊伍的Joe Bacal駕駛LX 570的參與Baja 1000拉力賽的Stock Full組，再為車隊及個人贏得冠軍殊榮。

## 未來發展

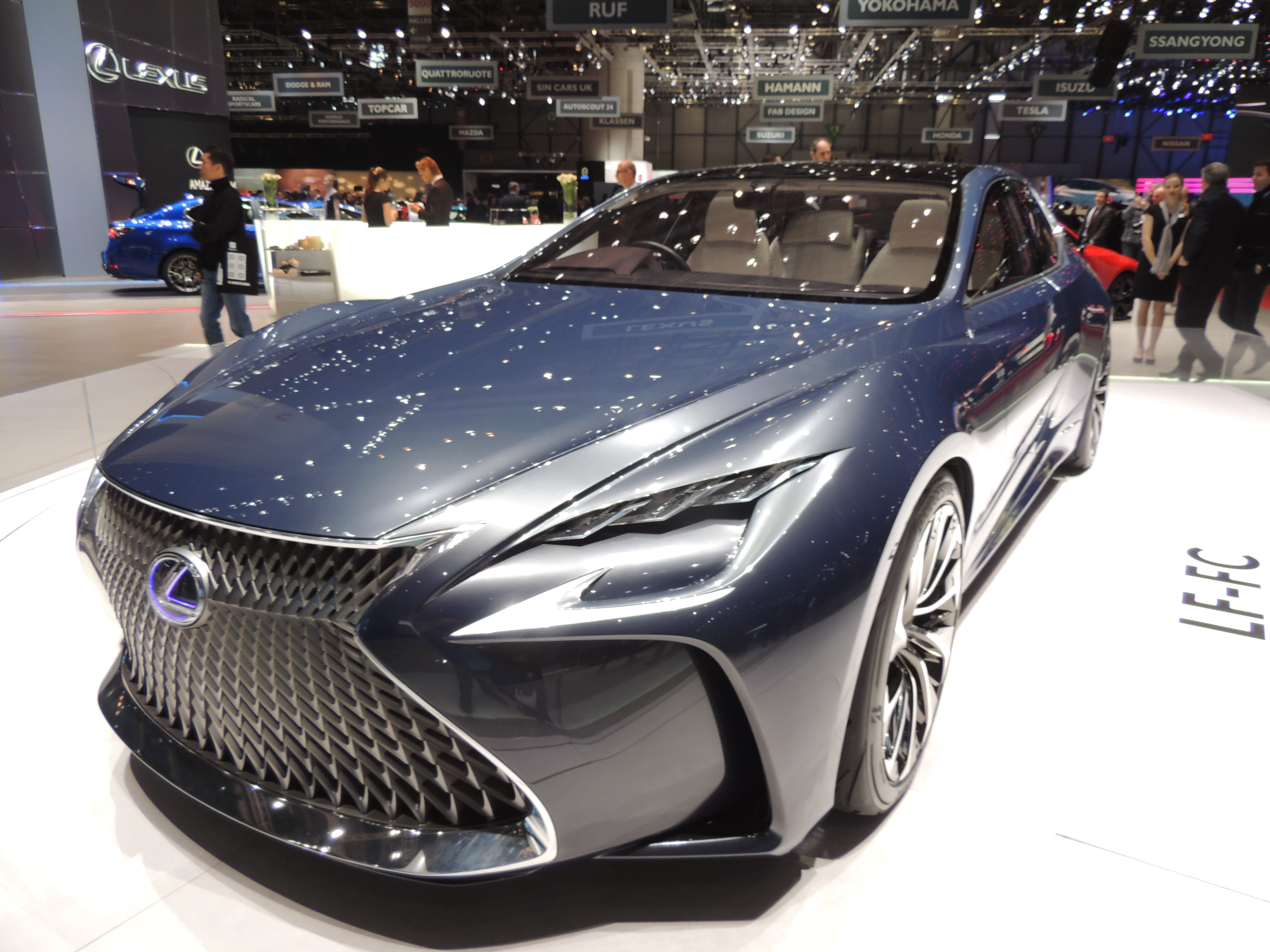
2015年凌志LF-FC概念汽車

凌志的未來動向可以從其發表的概念汽車中看到。縱然眾多的早期概念汽車並沒有真正投產，但首次見於2003年汽車展的LF系列概念汽車卻被凌志轉化為各種形式投產。例如LF-S轎車的元素可見於2006年款的GS轎車之中；LF-C開蓬轎車的元素亦可見於2006年款的IS轎車之中。而LF-C的硬頂設計亦埋下了IS型號或會推出雙門小轎車或者開蓬車的伏線。至於LF-Sh概念汽車則給予公眾於數月前先睹一下2007年款的LS 460外型。
現在，有推測估計究竟LF-A雙門小轎車概念會否真的投產，成為2009年款的「GT 450」。亦有其他人提議LF-X混合概念車或許會成為2008年款JX型號的多功能運動悠閒車。而LF-A型號的原型車曾經被目擊於德國的紐伯格林試車場行走，同時還有一部經過改裝的第二代IS型號，相信應該是將會推出的IS-F高性能賽車版本。
LF系統的概念汽車大多都裝有獨特的設備如一些先進儀器、適合多位駕駛者的駕駛設定、混燃／試驗性質動力系統、使用生物特徵的保安系統及一些反傳統的駕駛介面設計。

### 概念汽車
- LF系列概念車款
  - 2003 LF-X - 混合版本
  - 2003 LF-S - 豪華轎車
  - 2004 LF-C - 開篷雙門小轎車
  - 2005 LF-A - 超級跑車
  - 2006 LF-Sh - 混燃版本豪華轎車
  - 2014 LF-NX-中型豪華休旅車
  - 2015 LF-FC-大型豪華旗艦轎車
- 過往概念車款
  - 1994 Italdesign凌志Landau - 掀背車
  - 1995 凌志FLV - 七人車
  - 1997 凌志Street Rod - 跑車
  - 1997 凌志SLV - 豪華運動車
  - 1997 凌志Lexus HPS - 豪華運動轎車
  - 2003 凌志Lexus IS 430 - 運動轎車

## 大眾文化

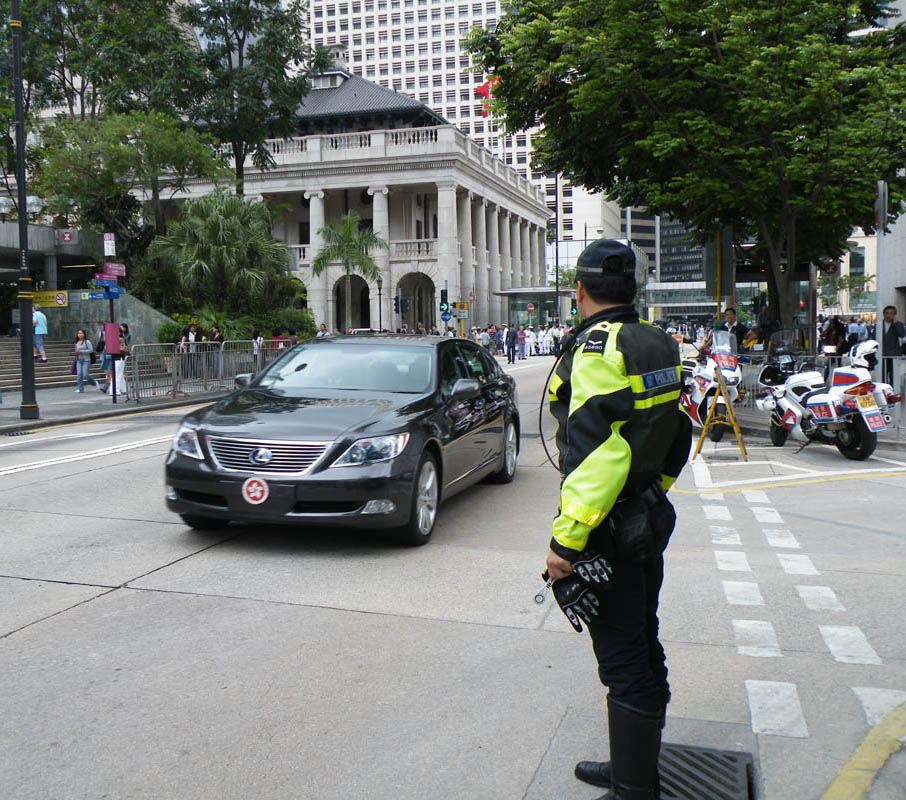
凌志 LS 600h L 房車曾是香港行政長官的專用車。

一些凌志在未來的汽車設計構思曾經在電影之中出現過。2002年，在本身亦是凌志狂迷並擁有一部LX 470和RX 450h的好萊塢名導演斯蒂芬·斯皮尔伯格要求之下，凌志根據了他執導的電影《少数派报告》中2054年的需求來設計了一部汽車。 凌志設計了一部由電池驅動的先進汽車，車上裝有防撞車架等大量安全設備。這部電影概念車亦曾出現在一片之中，不過片中的汽車是藍色，並非如《少数派报告》中的紅色。而在凌志有關這套電影的 網站 中亦透露凌志未來的汽車會自己駕駛，詢問車主晚餐點什麼菜和會根據車主的心情而選擇合適的音樂播放。而這部2054年的凌志汽車之後亦曾在一些汽車展和公開活動中亮相。
英語中「the Lexus of...」（...中的凌志）一句亦成為了大眾形象一些高級用品時的形容語句。例如在2006年，當戴爾電腦發佈他們全新一系列高級電腦時，就用上了「我們全線系列裡中的凌志」。其他的例如還包括「電話中的凌志」和「攝影中的凌志」等。美國著名綜藝節目《今夜秀》（The Tonight Show）的節目主持人傑伊·萊諾（Jay Leno）更在其節目中的汽車單元「大眾機械」裡製造了「凌志化」（Lexus-ized）一詞，以說明凌志對其他豪華汽車對手帶來的衝擊。雖然凌志官方已經表示，「Lexus」一字的眾數形式仍為「Lexus」，但一些以英語為母語的人仍然自創一些有趣的眾數表達形式，如「Lexera」和「Lexi」等等。《紐約時報》著名專欄作家湯馬斯·佛里曼更在他的暢銷書《凌志汽車與橄欖樹》中引用了凌志作為帶領繁榮和發展的其中一個元素。
凌志的混燃汽車更因為一些名人車主而贏得傳媒的注視而變得聲名大噪，如、和等，他們都是最先採用Lexus Hybrid Drive技術的用家之一。好萊塢的名人，更是在一眾GS 450h和LS 600h L混燃轎車買家之中，率先取得首批推出的汽車來出席公開場合。

## 相關爭議

### 加價提車
凌志在兩岸三地，曾因為加價問題被當地相關部門進行過罰款。例如在2019年12月，中國江苏省市场监督管理局就因加價問題對豐田中國進行過處罰。2024年在海南省海口市的4S店加价售卖又引发舆情，事后海口雷克萨斯公司开除相关工作人员。